# Laïcité en France
Pour un article plus général, voir Laïcité.

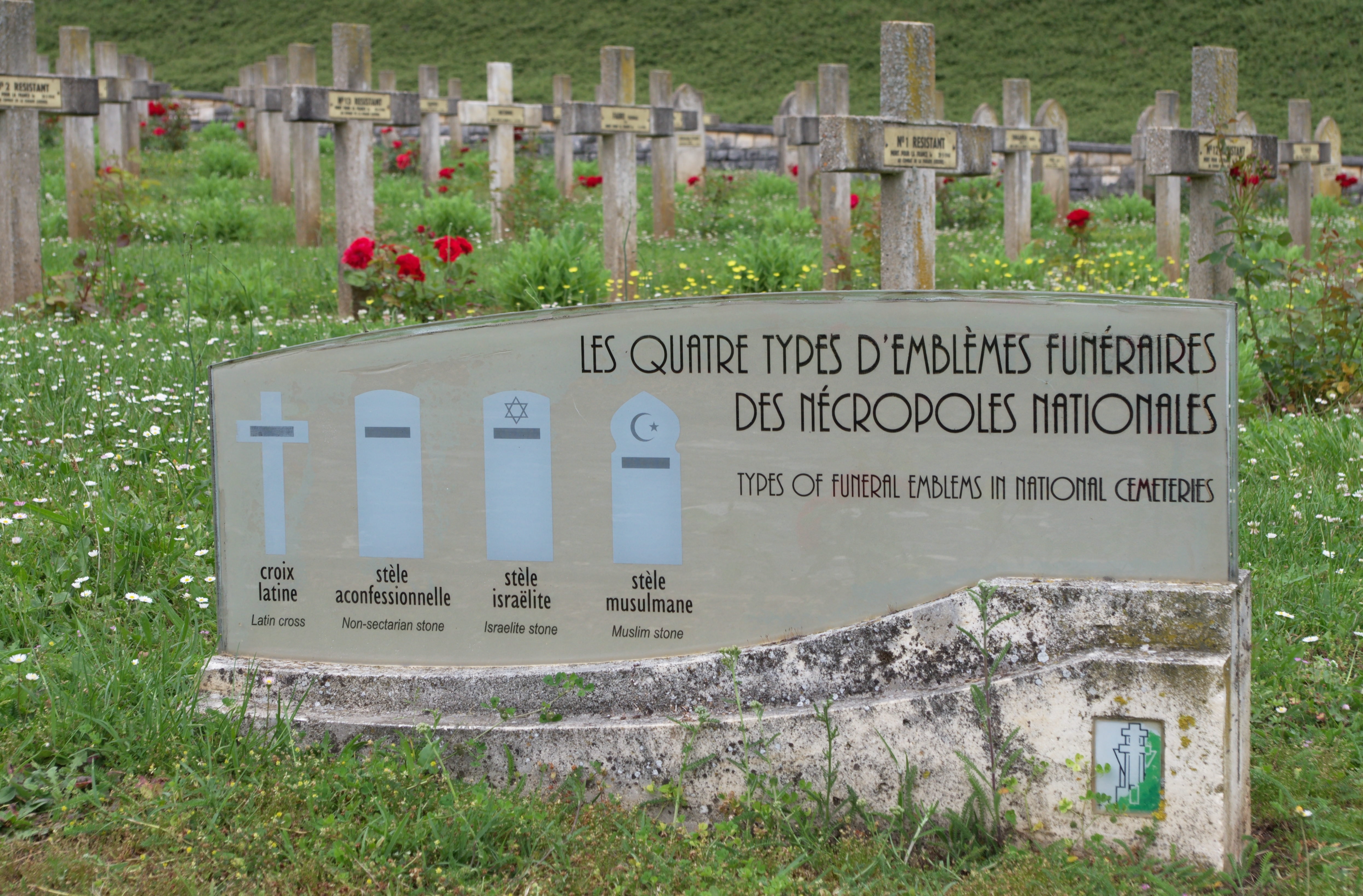
En France, les emblèmes funéraires des nécropoles nationales (ici au mémorial de la Résistance à Chasseneuil-sur-Bonnieure) admettent toutes les croyances sans en favoriser ni discriminer aucune, conformément au principe de laïcité.

En France, la laïcité est un ensemble de principes relatifs à la place du fait religieux dans la société.
Sur le plan juridique, elle est un principe constitutionnel qui sépare le pouvoir politique des organisations religieuses. La loi de la République, neutre vis-à-vis du fait religieux, garantit la liberté de culte (tant que les manifestations religieuses respectent l'ordre public), proclame la liberté de conscience et assure le pluralisme des opinions religieuses. Ce principe, constitutif de l’égalité républicaine, est résumé par la formule suivante : « La République ne reconnaît, ne salarie ni ne subventionne aucun culte ». La laïcité ne consiste pas, de la part des pouvoirs publics, à combattre les religions, mais à empêcher leur influence dans l’exercice du pouvoir politique et administratif. Elle renvoie les idées spirituelles et philosophiques au domaine exclusif de la conscience individuelle et de la liberté d'opinion. Ce principe a modifié en profondeur la société française ; la transformation est toujours à l’œuvre aujourd'hui dans l’adaptation du droit et des institutions nationales aux évolutions de la société française. Toutefois, l'existence dans la législation et dans le débat public d'une distinction entre « laïcité » et « neutralité », de même qu'entre « liberté de conscience » et « liberté d'opinion », démontre que la religion n'est réellement perçue et traitée ni comme un phénomène strictement privé ni comme un simple courant d'opinion parmi d'autres.
Dans un sens davantage politique et philosophique, la laïcité peut également désigner une volonté d’empêcher l’emprise d’une confession sur la société, en assurant, outre la neutralité de l’État, le cantonnement du fait religieux à la sphère privée. Cette conception, qui dépasse le principe constitutionnel de laïcité, a cependant trouvé ponctuellement des traductions en droit depuis la Révolution. Aussi, la notion même de laïcité, telle qu'elle est comprise dans la société française, n'est donc pas dénuée d'ambiguïté. Jusqu'au début du xxe siècle, l'idée de laïcité représentait avant tout, en pratique, la volonté de réduire l'influence de l'Église catholique sur les institutions, cette influence étant identifiée comme une menace majeure pour les valeurs républicaines. Depuis, ces valeurs se sont trouvées confrontées à des doctrines radicales d'origines diverses et non liées au catholicisme traditionnel (idéologies totalitaires, phénomènes sectaires, fondamentalisme religieux, fondamentalisme islamique), de sorte que la laïcité s'inscrit de nos jours dans une perspective beaucoup plus complexe.

## Histoire

### De la Révolution à la Constitution de 1958

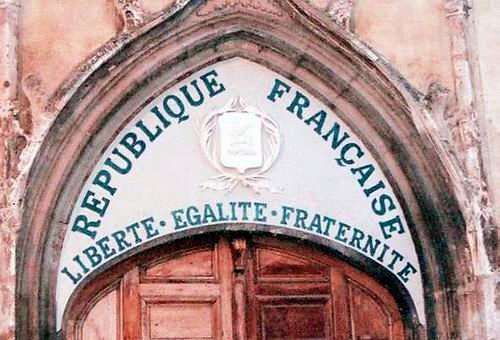
Devise de la République française sur le tympan d'une église : Liberté, Égalité, Fraternité.

#### Naissance sous la Révolution française
Le principe de laïcité a pris corps pour la première fois pendant la Révolution française, de façon progressive, dans une volonté de rompre avec l'Ancien régime qui consacrait la monarchie absolue de droit divin. Ainsi, l’abolition de l'Ancien Régime en août 1789 s’est accompagnée de la fin des privilèges ecclésiastiques et de l’affirmation de principes universels, dont la liberté de conscience et l’égalité des droits exprimés par la Déclaration des droits de l’homme. Les textes de la Déclaration des droits de l'homme ont valeur constitutionnelle car ils ont été intégrés au préambule de la Constitution du 4 octobre 1958. Parmi eux figure l'article 10 de la déclaration « Nul ne doit être inquiété pour ses opinions, même religieuses, pourvu que leur manifestation ne trouble pas l'ordre public établi par la loi ».
Dans un premier temps, les innovations apportées par la Révolution en matière religieuse consistent essentiellement en une affirmation d'une politique de tolérance religieuse. En revanche, même si le catholicisme perd son statut de religion d’État par proclamation de l'Assemblée constituante du 13 avril 1790, l'idée d'un lien privilégié entre clergé catholique et pouvoir public demeure. Par exemple, la Constitution civile du clergé, adoptée en juillet 1790, vise à réorganiser l'organisation du clergé français et à imposer aux prêtres un serment de loyauté envers le nouveau régime. Dans ce cadre, l’État est chargé de rémunérer les évêques ainsi que les curés. Seule l’Église catholique est concernée par ces dispositions, ce qui lui confère alors le monopole en matière de culte public.
Toutefois, la poursuite du processus révolutionnaire approfondit le processus de sécularisation et met en place d'autres premières bases de la future laïcité française. En effet, les tensions autour de la Constitution civile du clergé et la lutte contre les prêtres réfractaires ayant refusé tout serment envers la Révolution suscite une méfiance croissante des partisans de la Révolution envers les institutions religieuses. En août 1792 est votée l'abolition des ordres enseignants et hospitaliers, ainsi que de toutes les congrégations religieuses. De nombreux acquis de la Révolution sont par ailleurs liés à une volonté de séparer le domaine religieux du domaine juridique et politique. Par exemple, le 20 septembre 1792 (la veille de la proclamation de la république), est adoptée par décret la laïcisation de l'état civil des citoyens et du mariage et légalise le divorce. Cette décision de la Convention s'explique par la volonté de définir le mariage comme un contrat entre deux parties encadré par l’État, et non comme un sacrement indissoluble sous la responsabilité de l’Église.
L'aboutissement ultime de cette laïcisation sous la Révolution a lieu en février 1795, avec la première proclamation officielle de séparation entre l'Église constitutionnelle et l'État.
Dès 1801, cependant, Napoléon Bonaparte, alors premier consul, revient sur ces acquis révolutionnaires avec l'instauration du Concordat, redonnant un statut public au catholicisme sans toutefois en faire une religion officielle. Pour l'historien Albert Soboul, Napoléon renonce au principe de séparation de l’Église et de l’État, mais maintient l'idée que l’État ne doit pas être influencé par la religion : « la séparation de l’Église et de l’État disparut pour un siècle, mais l’État demeura laïque ».

#### Idée républicaine et laïcité au dix-neuvième siècle
Bien après la révolution française, la question de la sécularisation du pays et de l'État est centrale pour certains républicains, y compris quand ceux ci figurent dans l'opposition. Ainsi, Victor Hugo prononce en 1850 un discours en tant que député dans lequel il s'oppose à la loi Falloux. Celle-ci prévoit d'instaurer une mainmise du clergé catholique sur l'école primaire, une influence croissante de l’Église dans le secondaire et une liberté d'action pour les congrégations religieuses en matière d'enseignement. À cette occasion, Hugo plaide pour un système éducatif public à tous les échelons libéré de l'influence religieuse et aux mains d'un État laïc. Une formule devenue célèbre résume alors sa pensée : «L'Église chez elle et l'État chez lui».
L'enseignement public est laïque depuis les lois du 28 mars 1882 et du 30 octobre 1886 qui instaurent une « instruction morale et civique » à la place de l'enseignement de la morale religieuse et pour la seconde la laïcité du personnel et des programmes,. La circulaire de Jules Ferry du 17 novembre 1883 s'inscrit dans un contexte où les milieux cléricaux s'opposent à la laïcisation de l'école. C'est un prolongement de la loi du 28 mars. Elle prend la forme d'une « lettre aux instituteurs » indiquant que : « L’instruction religieuse appartient aux familles et à l’Église, l’instruction morale à l’école. »
Au XIXe siècle, les lois de sécularisation ont progressivement affranchi l'État de ses liens historiques avec l’Église catholique et créé de nouvelles normes politiques et sociales bâties sur le principe de l’universalisme républicain. Ce processus, qui prenait place dans un mouvement plus large lié à la modernité, a confié au peuple souverain la redéfinition des fondements politiques et sociaux : les pouvoirs exécutif, législatif et judiciaire, l’organisation de l’État, ses composantes et ses représentations, l’éducation, les rites de la vie civile, l’évolution du droit et de la morale, etc., indépendamment de tout dogme religieux. La Troisième République a notamment recréé l’organisation du système scolaire, en instaurant l’enseignement public, laïque et obligatoire (lois Jules Ferry). Les lois Jules Ferry (1881-1882) sont complétées par la loi Goblet (1886) sur l'organisation de l'enseignement primaire, dont l'article 17 dispose que l'enseignement dans les écoles publiques de tout ordre est exclusivement confié à un personnel laïque. Ce processus aboutit en 1905 à la Loi de séparation des Églises et de l'État, qui a marqué l’aboutissement d’une laïcisation affirmée. Ce processus n'est pas sans créer des conflits au sein du camp républicain, une partie de celui-ci privilégiant un contrôle de la religion par l'État — une stratégie dès cette époque régulièrement comparée à une nouvelle forme de gallicanisme — plutôt qu'une séparation. En atteste le projet avorté de séparation proposé par Émile Combes en 1904, renforçant les pouvoirs de l'État sur les clercs, qualifié à l'époque de « concordat sans le Pape » et suscitant l'indignation de plusieurs partisans d'une séparation nette, comme l'Association nationale des libres-penseurs, craignant l'instauration d'un « arbitraire administratif » dans le domaine spirituel.

#### La loi de 1905
C'est donc la loi du 9 décembre 1905 qui codifie les principes de la laïcité en France. Elle confirme dans son article 1er (titre 1er : « Principes ») la liberté de conscience, déjà présente dans l'article 10 de la Déclaration des droits de l'homme et du citoyen de 1789, et le libre exercice des cultes :

« La République assure la liberté de conscience. Elle garantit le libre exercice des cultes sous les seules restrictions édictées ci-après dans l'intérêt de l'ordre public. »

Enfin, selon l'article 2 du même titre 1er : 

« La République ne reconnaît, ne salarie ni ne subventionne aucun culte. En conséquence, à partir du 1er janvier qui suivra la promulgation de la présente loi, seront supprimées des budgets de l'État, des départements et des communes, toutes dépenses relatives à l'exercice des cultes. »

La loi de 1905, séparant les cultes et la République, instaure ainsi, en matière de religion, un régime libéral. Selon son rapporteur, Aristide Briand, « toutes les fois que l’intérêt de l’ordre public ne pourra être légitimement invoqué, dans le silence des textes ou le doute sur leur exacte interprétation, c’est la solution libérale qui sera la plus conforme à la pensée du législateur. […] Le principe de la liberté de conscience et du libre exercice du culte domine toute la loi ».

### La laïcité en France de 1958 à aujourd'hui
L'affirmation de la France comme « République laïque », séparée des cultes, est constitutionnalisée par la Constitution de 1946,. Elle est reprise par la Constitution de 1958 :
« La France est une République indivisible, laïque, démocratique et sociale. Elle assure l'égalité devant la loi de tous les citoyens sans distinction d'origine, de race ou de religion. Elle respecte toutes les croyances. Son organisation est décentralisée. » (article 1er de la Constitution de 1958)
Depuis la fin des années 1980, il y a eu plusieurs événements qui ont été considérés comme portant atteinte à la laïcité et qui ont généré des débats et des évolutions de contexte. Pensée pour accommoder des demandes minoritaires et culturelles, la bonne volonté multiculturaliste se transforme en recul face à des revendications religieuses plus ou moins radicales. Dans ces demandes (plus ou moins communautaristes) le culturel et le politique sont si imbriqués qu'il devient difficile de les démêler. Il s'agit donc de savoir si certaines demandes ou parties de la demande sont émancipatrices ou régressives.
D'autres événements plus radicaux sont considérés comme des prosélytismes incompatibles avec le « vouloir vivre ensemble » (scolarisation, scolarité, soins médicaux, rites républicains, etc.).

#### Les paris de la République
Confrontée à des situations de plus en plus politisées, les commissions ad hoc nommées et les parlementaires ont fait des paris républicains : soutenir en priorité les positions dont les convictions s'approchent le plus de l'idéal républicain et de l'émancipation des citoyens.

#### Émergence d'une conception supposément extensive de la laïcité (l'islam et la «nouvelle laïcité»)
Si jusqu'en 1989 le débat autour de la laïcité avait opposé les militants laïcs à l'Église catholique, c'est l'islam qui devient à partir de cette date « l'objet de toutes les interrogations, voire de toutes les suspicions, à grand renfort médiatique ». « Le développement de l'islam dans l'Hexagone » se trouve ainsi pris dans « une mutation profonde de la laïcité en France ».
Selon le sociologue et historien de la laïcité Jean Baubérot et le politologue Raphaël Liogier, l'année 2003 constitue un tournant dans la conception de la laïcité. C'est en effet en 2003 que François Baroin rend un rapport commandé par le premier ministre Jean-Pierre Raffarin et intitulé Pour une nouvelle laïcité. Selon Jean Baubérot, le rapport se détourne de la conception libérale de la laïcité issue de la loi de 1905. Jean Baubérot constate que la « nouvelle laïcité », contrairement à celle issue de la loi de 1905, n'est pas anti-cléricale mais anti-communautariste ; elle est liée au passé colonial de la France plus qu'aux guerres de religion et à la Révolution ; elle est liée au contexte géopolitique de la « mondialisation » et de la crainte d'un « islam politique transnational », plus qu'à une survivance du « conflit des deux France » ; elle s'affirme comme une « exception française » opposée au « modèle anglo-saxon » jugé « trop accommodant envers les religions » ; elle est moins une construction politique que médiatique : ainsi est-elle « focalisée sur des "affaires" médiatiquement construites ». Par ailleurs, cette « nouvelle laïcité » signe une appropriation par la droite (puis par l'extrême droite) de la lutte pour la laïcité, appropriation rendue possible par la division de la gauche sur ce sujet,.
Selon les professeurs de droit Stéphanie Hennette-Vauchez et Vincent Valentin, auteurs d'un ouvrage sur la question, écrit dans le prolongement de l’affaire Baby Loup, cette « nouvelle laïcité » est, contrairement à celle issue de la loi de 1905, « dans une logique de contrôle. Elle veut neutraliser tout ce qui, dans le religieux, différencie, singularise. On mobilise la laïcité pour aseptiser le religieux, perçu comme un microbe qui corrompt le vivre-ensemble. Les citoyens devraient renoncer à la part d’eux qui n’est pas commune, dès lors qu’ils entrent dans l’espace public. Cette vision large de la laïcité est portée par des personnes de droite comme de gauche. Mais ces défenseurs, qui se réclament de la loi de 1905, sont en réalité en rupture avec elle. Ils la subvertissent, l’inversent. Dans les discours politiques, dans les médias, se répand l’idée, comme une évidence, que la laïcité serait menacée. Comme si la laïcité était un état de la société, et non un devoir pour l’État ». Les auteurs ajoutent : « On entend souvent : “La religion doit rester une affaire purement privée.” Or, ce n’est pas du tout l’esprit de la loi de 1905. Encore une fois, ce que dit cette loi depuis un siècle, c’est que la religion ne doit pas être une affaire d’État. Le projet politique, républicain, de la nouvelle laïcité cherche à créer un espace commun, une société pacifiée. Mais il lui faut alors une société laïque - plus seulement un État laïc. Voire une société athée »,.
La « nouvelle laïcité » opère donc un transfert du principe de laïcité et de l'exigence de neutralité, de l'État vers la société civile, et des agents du service public vers les usagers de l'espace public,,. Les partisans de la « nouvelle laïcité » associent ainsi la laïcité à la « sécularisation » de la société,.
Selon Jean Baubérot, pour appuyer cette « confusion », ce « glissement fallacieux », la rhétorique de la « nouvelle laïcité » se fonde sur « une lecture simpliste et fausse [du concept de laïcité] au regard de la loi de 1905 », lecture qui repose sur l'équivocité du mot « public », qui se trouve en l'espèce mobilisé dans une logique spatiale. En effet, si la laïcité instaurée par la loi de 1905 et évoquée à l'article premier de la Constitution de 1958 affirme la neutralité de l'État en la fondant sur une distinction entre le « privé » et le « public » (au sens de « République », d'« affaires publiques » et de « services publics », i.e. les institutions politiques et administratives de l'État), cette distinction ne recouvre cependant pas celle entre « espace privé » et « espace public »,,,, ni celle entre « sphère intime » (ou « domestique ») et « sphère publique ». En effet, la loi de 1905 (et la jurisprudence y relative) n'interdit pas les pratiques, manifestations, expressions religieuses dans ce qu'il semble aujourd'hui convenu d'appeler « l'espace public ».
Cette logique de spatialisation de la « nouvelle laïcité », et l'extension corrélative de l'exigence de neutralité aux membres de la société civile, s'illustre tout particulièrement dans le rapport de la Commission Stasi et dans les rapports parlementaires qui précèdent l'adoption en 2004 de la loi sur les signes religieux dans les écoles publiques françaises (la loi ayant vocation à préserver la « laïcité dans l'espace scolaire » et la « neutralité de l'espace scolaire »,,,) et dans la loi interdisant la dissimulation du visage dans l'espace public de 2010. La loi de 2010 est ainsi la première à intégrer la notion d'espace public dans le droit,.
La logique de cantonnement du religieux dans le domaine de « l'intime » (par opposition à « l'espace public »), prônée par les partisans de la « nouvelle laïcité », est, selon certains, reprise par le président François Hollande lors du discours d'installation de l'Observatoire de la laïcité. À cette occasion (et en pleine affaire de la crèche Baby Loup) il affirme: « les lignes de séparation entre secteur public et secteur privé ont évolué. Il y a donc une nécessité de clarification. En 1905 la laïcité était simplement la séparation de l’État et des cultes. Aujourd’hui, elle est une frontière entre ce qui relève de l’intime, qui doit être protégé, et ce qui appartient à la sphère publique qui doit être préservé. Et comme toute frontière, il n’est pas toujours aisé de la tracer ».
Pour Henri Pena-Ruiz, la laïcité est un cadre juridique et politique permettant à des êtres différents du point de vue des options spirituelles ou des convictions personnelles de vivre ensemble. Il s'oppose au concept de laïcité "ouverte", et voit les partisans de la laïcité ouverte comme des adversaires de la laïcité qui, s'ils admettent la liberté de conscience, la réduisent souvent à la liberté religieuse sans admettre "l’égalité de traitement de l’humanisme athée, de l’humanisme agnostique et de la croyance religieuse". Face à la  proposition d’une laïcité « ouverte » et « positive » , la laïcité française allie   principe d’unité, respect de la pluralité et  émancipation individuelle.

#### Émergence d'une conception spirituelle ou religieuse de la laïcité
Quelques personnalités françaises défendent une conception spirituelle ou religieuse de la laïcité. C'est le cas par exemple de Luc Ferry, philosophe et ministre de l'Éducation nationale de 2002 à 2004 (auteur de « La Révolution de l'amour. Pour une spiritualité laïque »), et de Vincent Peillon, ministre de l'Éducation nationale de 2012 à août 2014 (auteur de « Une nouvelle religion pour la République, la foi laïque de Ferdinand Buisson »).

## Exceptions en Alsace-Moselle et outre-mer
L'Alsace-Moselle était un territoire allemand lorsque la loi de 1905 sur la séparation des Églises et de l'État fut promulguée. Lorsque, après la Première Guerre mondiale, ce territoire redevint français, le régime concordataire qui organisait les cultes catholique, luthérien, réformé et israélite y fut maintenu, puis entériné par la loi du 1er juin 1924.
En France d'outre-mer, si la loi de 1905 sur la séparation des Églises et de l'État s'applique dans les départements de Guadeloupe, Martinique, et Réunion, ainsi que dans les collectivités de Saint-Barthélemy et Saint-Martin en vertu d'un décret du 6 février 1911, ce n'est pas le cas des autres collectivités d'outre-mer, où s'applique le régime des décrets Mandel de 1939,. Ces décrets, dont l'application dépend de chaque territoire, sont autant d'exceptions au régime laïque : enseignement organisé par l'Église catholique à Wallis-et-Futuna ; jugements rendus par des cadis selon le droit islamique à Mayotte (jusqu'à la départementalisation en 2011. Désormais, les autorités religieuses conservent une autorité sur les règlements à l'amiable) ; financement par le budget départemental du clergé catholique en Guyane, dont le statut dépend de l'ordonnance royale de Charles X du 27 août 1828. Le Conseil général, qui avait pris la décision de stopper cette rémunération fin avril 2014, s'est vu enjoindre de la reconduire par décision du tribunal administratif de Guyane.
Une exception fut appliquée également au culte musulman en Algérie française, malgré un décret du 27 septembre 1907 qui prévoyait la mise en application en Algérie de la loi de 1905 mais qui demeura lettre morte.
En avril 2021, à la suite de la polémique autour du financement de la mosquée Eyyûb Sultan de Strasbourg un sondage réalisé par l'Institut français d'opinion publique à la demande du Grand Orient de France révèle que 78 % des Français sont au moins « plutôt favorables » à l'abolition du concordat en Alsace et en Moselle. Chez les sondés Alsaciens-Mosellans, ce souhait d'abolition du concordat s'élève à 52 %.

## Instances et rapports officiels sur la laïcité

### Rapport Baroin (mai 2003)
Le vice-président de l’Assemblée nationale, François Baroin, a rendu au premier ministre Jean-Pierre Raffarin, en mai 2003, son rapport intitulé Pour une nouvelle laïcité. Le maire de Troyes (et député UMP - majorité présidentielle) y souligne que les enjeux liés à la laïcité se sont déplacés de la sphère religieuse vers la sphère culturelle et identitaire.
Le document se conclut par seize propositions, dont la création d’un Code de la laïcité qui regrouperait les textes existants.

### Rapport Stasi (décembre 2003)

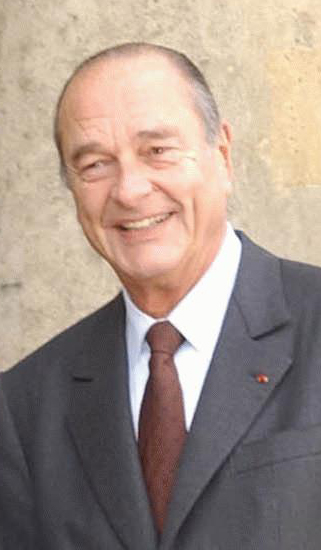
Le président de la République française Jacques Chirac (2003).

En juillet 2003, le président de la République, Jacques Chirac, demande à Bernard Stasi d’ouvrir un débat public sur l’application du principe de laïcité. La commission Stasi a pour nom officiel : Commission de réflexion sur l’application du principe de laïcité dans la République.
La commission était composée de vingt membres de divers horizons, dont Jean Baubérot, Régis Debray et Henri Peña-Ruiz. Pendant la durée des travaux, la presse s’est essentiellement polarisée sur le foulard islamique.
La commission a remis son rapport au président de la République, le 11 décembre 2003. Selon elle, la grande majorité des Français est attachée à la laïcité, « sur laquelle est fondée l’unité nationale, une valeur qui rassemble, en même temps qu’un garant de la liberté individuelle ».
En réponse à ce rapport, le président Chirac a appelé dans un discours du 17 décembre 2003 les Français à se rassembler autour du principe de laïcité, « pierre angulaire de la République, faisceau de nos valeurs communes de respect, de tolérance, de dialogue ».

#### Le document
Le rapport, après un historique de la laïcité en France, expose ses deux principes majeurs : la neutralité de l’État, qui impose à la République d’assurer « l’égalité devant la loi de tous les citoyens sans distinction d’origine, de race ou de religion », et la liberté de conscience avec notamment sa déclinaison en liberté de culte. Elle relève que des tensions peuvent apparaître entre ces deux pôles que sont la neutralité de l’État laïc et la liberté de conscience, notamment dans son expression religieuse ; les cadres de ces tensions sont principalement l’armée, la prison, l’hôpital et l’école.
La commission appelle également à des « accommodements raisonnables », c’est-à-dire des réponses pouvant être donnés aux situations qui sortent du champ de la loi de 1905 (octroi de permis pour l’édification de nouveaux lieux de culte, aménagement des menus de la restauration collective, respect des exigences liées aux principales fêtes religieuses, rites mortuaires, ou enseignement du fait religieux). Elle reconnaît que la mise en œuvre du principe de laïcité n’a pas encore permis de combler des déficits d’égalité entre les croyants ou entre ceux-ci et les athées, les rationalistes et les libres-penseurs.
Le texte reprend de nombreux exemples de manquements à la laïcité de la part d’usagers dans les lieux publics, au nom de leur croyance. La commission constate que les fondements du pacte social sont sapés : le repli communautaire se développe, la situation des femmes et jeunes filles est en régression dans certains lieux (« la situation des filles dans les cités relève d’un véritable drame »), l’antisémitisme et la xénophobie sont en augmentation.
Elle propose des solutions (ou des statu quo) à ces constats, notamment à l’école, parmi lesquelles :
- Adopter solennellement une « Charte de la laïcité » qui serait remise à différentes occasions.
- Légiférer pour que l’espace scolaire reste un lieu de liberté et d’émancipation, en interdisant les tenues et signes manifestant une appartenance religieuse ou politique — les établissements privés pouvant adopter, s’ils le souhaitent, des règles équivalentes à celles des établissements d’enseignement public ; ces propositions inspireront les termes de la loi sur les signes religieux dans les écoles publiques du 15 mars 2004[60].
- Faire des fêtes religieuses de Yom Kippour et de l’Aïd el-Kebir des jours fériés dans toutes les écoles de la République.
- Créer une disposition législative rappelant l’exigence de mixité dans les lieux publics, notamment les équipements publics sportifs.
- Donner aux courants libre-penseurs et aux humanistes rationalistes un accès équitable aux émissions télévisées de service public.

### Rapport Rossinot (décembre 2005)
En décembre 2005, au moment de la célébration du centenaire de la loi de 1905 de séparation des Églises et de l’État, Nicolas Sarkozy a confié à un groupe de travail présidé par André Rossinot, maire de Nancy et président du Parti radical, une mission d’étude sur la laïcité dans les services publics.

### Rapport Machelon (septembre 2006)
La commission Machelon a remis son rapport au ministre de l’Intérieur le 20 septembre 2006. Créée en octobre 2005, cette commission était chargée de mener une réflexion juridique sur la loi de 1905 et les relations des cultes avec les pouvoirs publics.
Le rapport, intitulé Les Relations des cultes avec les pouvoirs publics, est présenté par la Documentation française de la façon suivante :

« Après un rapide panorama du fait religieux en France mettant en évidence de profonds changements depuis l’adoption de la loi de séparation de l’Église et de l’État de 1905 (sic), propositions visant à adapter le droit des cultes. Ces propositions portent sur les domaines suivants : la question immobilière et la construction de lieux de culte, le statut juridique des associations cultuelles, les carrés confessionnels dans les cimetières. Sont également examinés : la protection sociale des ministres du culte et les régimes particuliers d’Alsace-Moselle et de la Guyane. »

### Haut Conseil à l'intégration
En 2006, le Haut Conseil à l'intégration a été chargé d'une mission sur la laïcité qui s'est poursuivie jusqu'en 2012. Ses prérogatives ont été reprises par l'Observatoire de la laïcité.

### Observatoire de la laïcité
En mars 2007 est institué, auprès du Premier ministre, un Observatoire de la laïcité. Cette instance a pour objet d’assister le gouvernement dans son action visant au respect du principe de laïcité dans les services publics.
L'Observatoire de la laïcité a finalement été installé le 8 avril 2013 par le Président de la République François Hollande à la suite de la nomination de ses membres, le 5 avril 2013 par décret et arrêté du Premier ministre Jean-Marc Ayrault publiés au Journal officiel.
- Jean-Louis Bianco est nommé président.
- Nicolas Cadène est nommé rapporteur général.

Il est composé de quatre parlementaires de la majorité et de l'opposition (Jean Glavany, Marie-Jo Zimmermann, Françoise Laborde, Hugues Portelli), de sept membres de droit (les hauts-fonctionnaires dirigeant les administrations concernées) et de dix personnalités qualifiées :
- Soraya Amrani-Mekki ;
- Alain Bergounioux ;
- Abdennour Bidar ;
- Dounia Bouzar ;
- Armelle Carminati ;
- Alain Christnacht ;
- Annie Guillemot ;
- Patrick Kessel ;
- Laurence Loeffel ;
- Daniel Maximin.

En 2021, à la suite des critiques de personnalités politiques telles que Manuel Valls, et malgré le soutien d'une grande partie des députés de La République en Marche, l'Observatoire de la laïcité disparaît et est remplacé par le Comité interministériel de la laïcité.

### Comité interministériel de la laïcité
Le Comité interministériel de la laïcité a été créé par le décret n° 2021-716 du 4 juin 2021 et placé sous la présidence du Premier ministre. Il remplace l’observatoire de la laïcité, dont le mandat est échu depuis début avril 2021. Il coordonne l’action du Gouvernement afin de s’assurer du respect et la promotion du principe de laïcité par l’ensemble des administrations publiques. Le premier Comité interministériel sur la laïcité s'est tenu le 15 juillet 2021 sous la présidence du Premier ministre. Il est composé, à titre permanent, outre le Premier ministre, des ministres les plus directement concernés ainsi que de tout membre du Gouvernement, selon les sujets traités .

### Conseil des sages de la laïcité et des valeurs de la République
Le ministère chargé de l'éducation nationale est doté d'un Conseil des sages de la laïcité et des valeurs de la République, composé d'experts issus de tous les horizons, pour préciser la position de l'institution scolaire en matière de laïcité. Le Conseil des sages de la laïcité et des valeurs de la République s'associe à la  déclaration du Conseil scientifique de l'éducation nationale, rejetant le racisme, l’antisémitisme et les idéologies qui empêchent l'établissement des faits et la recherche de la vérité scientifique. Ce "Conseil des sages de la laïcité" a été installé le 8 janvier 2018 par le ministre de l’Éducation nationale Jean-Michel Blanquer.
Les membres du Conseil des sages, sont nommés en juillet 2024 pour une durée de quatre ans.
La Présidente du Conseil, Dominique Schanpper, définit ainsi l'action de l'instance : "Axée sur la transmission à l’École des valeurs de la République et en premier lieu du principe de laïcité, l’action du Conseil se voit renforcée, notamment en ce qui concerne la lutte contre le racisme, l’antisémitisme et les discriminations. La promotion de la laïcité et des valeurs de la République ne se sépare pas de la lutte contre le racisme et l’antisémitisme et ces sujets s’étaient déjà imposés, tant les principes rationnels, éthiques et déontologiques qui fondent l’École de la République conduisent à refuser tout acte, propos ou pratique à caractère discriminatoire, quel que soit leur auteur".

## Périmètre d'application du principe de laïcité

### Exigence de neutralité de l'État
Le principe de laïcité et l'exigence de neutralité, tels qu'ils ressortent de la loi de 1905 et de la Constitution de 1958, sont des devoirs de l'État : ils s'appliquent ainsi aux seules personnes travaillant dans le cadre d'un service public. Ils ne s'appliquent donc pas aux usagers des services publics, ni aux usagers de « l'espace public ».

### Idée que la religion relève exclusivement de la sphère privée
En revanche, pour les partisans de la « nouvelle laïcité », la laïcité doit être conçue de manière extensive, et s'imposer à tout individu dès lors qu'il se situe hors de la sphère de l'intime[réf. nécessaire]. Si cette conception a pu inspirer l'adoption de certaines lois (telles que la loi sur les signes religieux dans les écoles publiques françaises de 2004), elle ne reflète pas l'interprétation que le Conseil d'État et la Cour de cassation donnent du principe de laïcité en droit positif.
En effet, le fait religieux n'est évoqué dans la loi de séparation que comme culte, c'est-à-dire à travers sa dimension collective. le législateur ne fait donc pas sienne, comme le croient certains, l'idée que la religion relève exclusivement de la sphère privée : il ne conteste pas que la croyance comporte une dimension sociale. Si la liberté de conscience relève de la dimension individuelle, à travers le culte la croyance religieuse s'organise dans une communauté, se célèbre et se manifeste de manière publique.
(sur tout ceci, voir la section Émergence d'une conception supposément extensive de la laïcité)

## Laïcité et enseignement
Condorcet, Victor Hugo, Jules Ferry, notamment, œuvrèrent à la création d’une école laïque qui accueille tous les enfants, sans distinctions d’origine, de sexe ou d’option spirituelle de leurs parents ; ce principe d’égalité s’accompagne d’un souci de l’universel dans les matières enseignées, et d’une indépendance totale par rapport aux groupes de pression religieux ou idéologiques. « Cette indépendance de l’école est la condition de sa mission libératrice, et de son rôle de préparation à un espace civique commun ».
La création d’une école publique et laïque au XIXe siècle est une étape essentielle de la laïcité en France. Elle passe par le monopole public de la collation des diplômes universitaires, sur critères non-religieux donc, depuis la loi du 18 mars 1880. L’école est aujourd’hui encore le lieu où la laïcité est façonnée et mise à l’épreuve ; à la fois laboratoire et lieu d’exercice de la laïcité, elle révèle les tensions, les paradoxes et les réussites de l’idéal républicain.
La laïcité n'a pas vocation à s’immiscer dans la sphère privée. Chaque individu peut donc dans l'intimité se conformer à l'ensemble des exigences de sa religion à partir du moment où toutes les lois de la République sont respectées.
En revanche le cœur du concept de laïcité vise à préserver le « vivre ensemble » dans la sphère publique. Afin de respecter le principe de liberté de conscience tel qu'il est défini dans le bloc de constitutionnalité, les manifestations d'expression religieuses dans la sphère publique sont légalement limitées. Ces limitations peuvent cependant différer d'un lieu public à l'autre, en fonction de chartes et règlements spécifiques. Le défenseur des droits, Dominique Baudis a demandé au gouvernement en 2013 de clarifier ces limitations. Il a ensuite saisi le Conseil d'État qui a rendu une étude clarifiant ces limitations le 19 décembre 2013. Sur différents points, cette clarification a été reprise par l'Observatoire de la laïcité dans son rapport annuel 2014-2015.

### Enseignement public

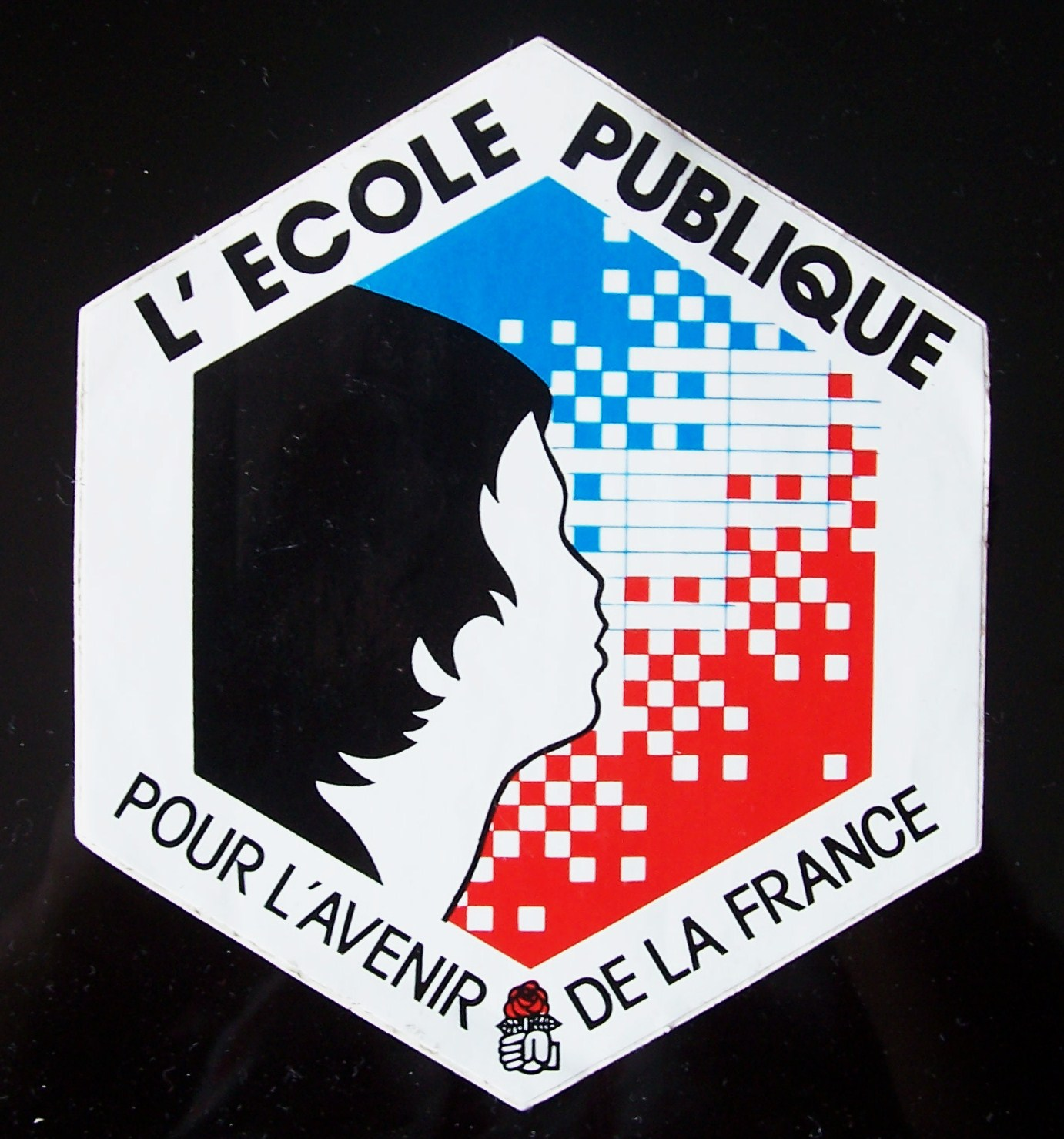
Autocollant édité par le PS lors des manifestations de janvier 1994.

L’école publique gratuite et laïque est un service que l’État français met à disposition de ses citoyens, quelles que soient leurs convictions ou leurs croyances ; ce principe garantit le droit d’accès de chacun à l’éducation.
L’alinéa 13 du préambule de la Constitution française du 27 octobre 1946, repris dans le bloc de constitutionnalité de la Cinquième République, dispose que : 

« La Nation garantit l’égal accès de l’enfant et de l’adulte à l’instruction, à la culture et à la formation professionnelle. L’organisation de l’enseignement public gratuit et laïc à tous les degrés est un devoir de l’État. »

#### Port de signes religieux par les élèves

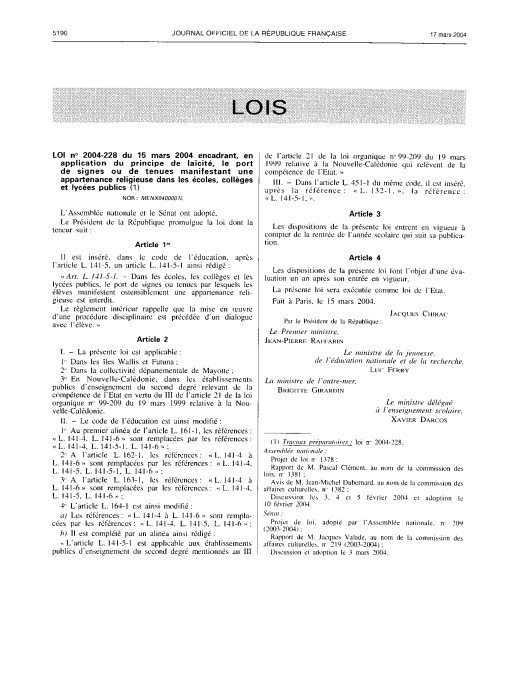
Loi du 15 mars 2004.

La laïcité au sein de l’école vise à garantir la liberté de conscience des élèves ainsi qu’un climat serein pour la formation des futurs citoyens à l’abri des pressions de toutes natures, philosophiques, religieuses, partisanes ou communautaristes. Dans cet esprit, des limitations à la liberté d’expression ont été imposées aux élèves.
Sous diverses appellations (affaire du voile, du voile islamique, du foulard, etc.), un débat portant sur la question du port du voile islamique dans les écoles est né en France au milieu des années 1980.
Les partisans du port du voile — certains musulmans ainsi que des défenseurs des libertés individuelles — invoquent à travers la laïcité la liberté de conscience, principe de la Déclaration des droits de l’homme et du citoyen du 26 août 1789. Ceux qui prônent la neutralité de la tenue des élèves en appellent eux aussi à la laïcité, voyant en elle le caractère de neutralité et d’égalité indispensable selon eux à l’éducation :

« Il faut que les élèves aient le plaisir d’oublier leur communauté d’origine et de penser à autre chose que ce qu’ils sont pour pouvoir penser par eux-mêmes. Si l’on veut que les professeurs puissent les y aider, et l’école rester ce qu’elle est — un lieu d’émancipation —, les appartenances ne doivent pas faire la loi à l’école. »

— Élisabeth Badinter, Régis Debray, Alain Finkielkraut, Élisabeth de Fontenay, Catherine Kintzler, Le Nouvel Observateur, 2-8 novembre 1989
Le Conseil d’État tranche également en faveur de la neutralité de l'enseignement et des enseignants dans son avis du 27 novembre 1989 sur le port du voile à l'école.
Ce débat s’est finalement conclu par le vote d’une loi le 15 mars 2004 qui interdit les signes « manifestant ostensiblement une appartenance religieuse », dans les établissements d’enseignement primaire et secondaire. Cette loi ne s’applique qu’aux établissements publics et ne concerne pas les établissements privés, qui sont libres d’autoriser le port de signes religieux ostensibles, pouvant donner ainsi l’impression, selon la Fédération des conseils de parents d’élèves, d’« une laïcité à deux vitesses ».
Le texte de la loi insère un article dans le Code de l’éducation :

« Dans les écoles, les collèges et les lycées publics, le port de signes ou tenues par lesquels les élèves manifestent ostensiblement une appartenance religieuse est interdit.
Le règlement intérieur rappelle que la mise en œuvre d’une procédure disciplinaire est précédée d’un dialogue avec l’élève. »

La validité de la loi française est reconnue par la Cour européenne des droits de l'homme, qui affirme dans un arrêt de décembre 2008 : « La laïcité est un principe constitutionnel, fondateur de la République, auquel l'ensemble de la population adhère et dont la défense paraît primordiale, notamment à l'école ».
La Haute autorité de lutte contre les discriminations et pour l’égalité (la Halde) a été saisie par un parent d’élève appartenant à la communauté sikhe d’une réclamation relative à l’exclusion de son enfant d’un lycée, au motif qu’il porte un turban ou un sous-turban. La Halde rappelle dans sa délibération que selon le Conseil d’État, le port d’un sous-turban sikh ne peut être qualifié de signe discret et que le port de ce signe est contraire aux dispositions de l’article L. 145-5-1 du Code de l’éducation. En conséquence, le collège de la Haute autorité a constaté l’absence d’éléments permettant d’établir l’existence d’une discrimination à l’encontre de cet élève.
La difficulté du législateur et des dépositaires de l'autorité publique en pareil cas est de composer à partir des principes de liberté d’une part et d’autre part, à partir de l’intérêt général à travers des règles qui conviennent à tous.

« On ne peut concevoir la laïcité à partir de la seule liberté de conscience. L’égalité des croyants, des athées et des agnostiques en est tout aussi constitutive. […] La laïcité accomplie n’existe qu’en proportion du respect simultané de ces deux principes, avec pour corollaire la dévolution des institutions publiques au seul bien commun à tous par delà les différences. »

#### Port de signes religieux par les enseignants ou les parents
En vertu du principe de neutralité du service public de l’enseignement, corollaire du principe de laïcité, le personnel de l’enseignement public n’a pas le droit, dans le cadre de sa mission, de manifester de façon ostensible ses croyances religieuses. Ce principe ne fait pas de distinction entre les agents du service public selon qu’ils sont ou non chargés de fonctions d’enseignement.
Les parents d’élèves, en tant qu’usagers d’un service public, sont libres quant à eux d’arborer la tenue qu’ils souhaitent dans l’enceinte de l’établissement (lorsqu’ils viennent chercher leur enfant par exemple), dans les limites inhérentes au bon fonctionnement du service public, et à condition de ne pas troubler l’ordre public.
On a voulu étendre la règle qui s’applique aux personnels de l’enseignement public aux parents ayant une mission bénévole ponctuelle dans le cadre scolaire ; la frontière est encore floue. En novembre 2006, en réponse à une question orale de la sénatrice Alima Boumediene-Thiery, au sujet de discriminations de la part de représentants de l’État envers des mères d’élèves voilées, Christian Estrosi, ministre délégué à l’Aménagement du territoire, a répondu :

« Il semble que le parent encadrant une activité périscolaire, placé sous la responsabilité de l’enseignant chargé de la classe, est assimilé à un collaborateur occasionnel du service public, ce qui l’oblige au respect du principe de neutralité que doit observer tout agent public dans le cadre de ses fonctions. »

La Fédération des conseils de parents d’élèves des écoles publiques affirme de son côté que « le ministère a toujours confirmé que la loi n’est applicable qu’aux élèves des établissements publics ».

Dans une délibération de juin 2007, la HALDE donne sa position à ce sujet :

« Ni le principe de laïcité, ni celui de neutralité du service public ne s’opposent a priori à ce que des mères d’élèves portant le foulard collaborent, en leur qualité de parents, au service public de l’enseignement dans le cadre d’activités éducatives et de sorties scolaires, le refus de principe apparaissant susceptible de caractériser une discrimination dans l’accès à une activité bénévole fondée sur la religion. »

Cette position a provoqué en décembre 2007 une réaction de la part d’un collectif (Licra, Ni putes ni soumises, SOS Racisme, Grand Orient de France, Comité Laïcité République, Union des familles laïques…) dans une tribune publiée par Libération :

« Cautionner la présence d’accompagnateurs se discriminant eux-mêmes par le port de signes distinctifs indiquant un choix politique et/ou religieux, c’est oublier la valeur d’exemplarité de l’adulte aux yeux de l’élève. Depuis plus d’un siècle, la République et son école exigent des enseignants et des personnels éducatifs un devoir de réserve et une stricte neutralité, de façon à protéger les enfants de toute propagande et préserver une liberté de conscience naissante. »

Sur le plan juridique également, des décisions contradictoires ont été apportées. Si le tribunal administratif de Montreuil avait estimé que les « parents accompagnateurs » au sein de l’établissement scolaire étaient soumis au principe de laïcité (TA Montreuil, 22 novembre 2011, no 1012015), celui de Nice, adoptant une position inverse, les avait assimilés à des usagers du service public (TA Nice, 9 juin 2015, no 1305386).
Dans son étude du 19 décembre 2013, le Conseil d’État fait lui-même preuve d’ambiguïté : s’il confirme que les parents accompagnateurs de sorties scolaires ne sont pas soumis au principe de neutralité — « l’emploi par diverses sources et pour des finalités diverses, de la notion de 'collaborateur', 'collaborateur occasionnel' ou 'participant' ne dessine pas une catégorie juridique dont les membres seraient, entre autres, soumis à l’exigence de neutralité religieuse. » —, il précise cependant que « ces parents peuvent voir leur liberté de manifester leurs opinions religieuses limitée lorsqu'il y a une atteinte à l'ordre public ou au bon fonctionnement du service ». Cette ambiguïté dans les termes (« peuvent » plutôt que doivent, « liberté limitée », définition d'une « atteinte au bon fonctionnement du service ») se retrouve dans l’absence de référence à la circulaire Chatel du 27 mars 2012, en vertu de laquelle les « principes [de laïcité de l'enseignement et de neutralité du service public] permettent […] d'empêcher que les parents d'élèves […] manifestent, par leur tenue ou leurs propos, leurs convictions religieuses […] lorsqu'ils accompagnent les élèves lors des sorties […] scolaires », et au jugement du tribunal administratif de Montreuil du 22 novembre 2011 confirmant l'interdiction du port du voile lors d'une sortie scolaire.
De plus, n’ayant aucune valeur normative, cette étude ne peut rien « imposer », sa portée étant essentiellement pédagogique.
Plus récemment, dans sa décision du 23 juillet 2019, la cour administrative d’appel de Lyon (CAA Lyon, 23 juillet 2019, no 17LY04351) juge que les parents d’élèves participant aux activités organisées dans les classes sont tenus, à l’instar des enseignants, au respect du principe de neutralité.
Le 15 octobre 2019, le Premier ministre Édouard Philippe, lors des questions d’actualité à l’Assemblée nationale, a rappelé « le voile islamique était interdit à l’école mais que la loi n’interdisait pas qu’il puisse être porté par des étudiantes ou des mères accompagnant les sorties scolaires. » En réponse à une proposition de loi des parlementaires Les Républicains (LR), Édouard Philippe a déclaré qu'il ne pensait pas que « [pour sa part] l’enjeu aujourd’hui ce soit de faire une loi sur les accompagnants scolaires ».

#### Charte de la laïcité
Depuis le 9 septembre 2013, une charte de la laïcité de quinze articles est affichée dans toutes les écoles publiques en France. Cette charte a été présentée le 9 septembre à l'École au lycée Samuel-Beckett à La Ferté-sous-Jouarre, dans l'académie de Créteil, par le ministre de l'éducation nationale, Vincent Peillon.

#### Étude du fait religieux

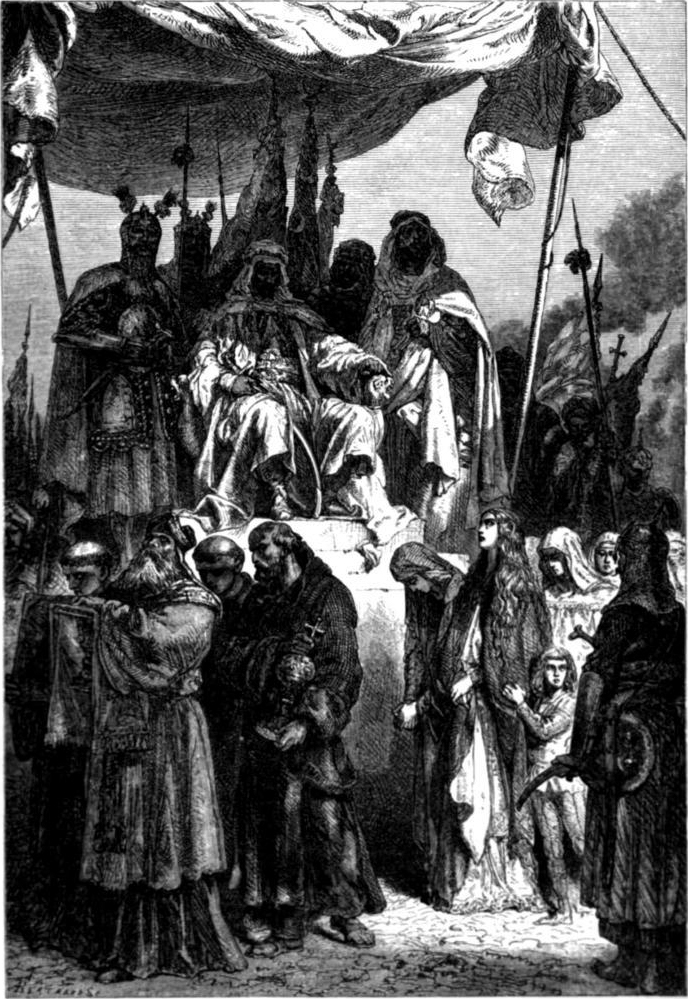
Histoire du fait religieux : les chrétiens de Jérusalem défilant devant Saladin, par François Guizot.

En mars 2002, Régis Debray remettait à Jack Lang, ministre de l’Éducation nationale, un rapport sur la question de l’enseignement du fait religieux dans l’école laïque.
Ce document fait une douzaine de recommandations devant permettre une approche raisonnée des religions comme faits de civilisation. Il propose la mise en place d’« itinéraires de découvertes » au collège et de « travaux personnels encadrés » au lycée, sur le fait religieux, en cours d’histoire, de géographie et de lettres. Concernant la formation des enseignants, il préconise la création, dans les IUFM, d’un module « Philosophie de la laïcité et histoire des religions » et l’instauration de stages de formation continue sur la laïcité et l’histoire des religions. Il évoque aussi la création d’un « Institut européen en sciences des religions ».
Si Jean Joncheray, vice-recteur de l’Institut catholique de Paris, « salue d’une façon positive la qualité du rapport », il le trouve par ailleurs « un peu timide » quant à l’implication de la théologie universitaire dans la formation des enseignants. Il considère par ailleurs intéressante l’affirmation du rapport : « la quête de sens est bien une réalité sociale dont l’Éducation Nationale ne peut faire litière ».
Pour Jean Boussinescq, de l’Union rationaliste, il faut préciser la façon dont la laïcité est présentée dans la formation des maîtres. Selon lui, la laïcité recouvre trois ensembles : les institutions, c’est-à-dire le cadre général dans lequel toutes les spiritualités, religieuses ou non, peuvent s’inscrire ; les philosophies et idéologies laïques — lors de la première affaire du foulard en 1989, deux philosophies laïques s’opposaient, une troisième émanant du Conseil d’État — ; une mentalité diffuse laïque, autour de la notion de « laïcité implicite ». Il fait en outre une mise en garde sur « des dérives possibles », telles que la diffusion précipitée de fascicules scolaires « dans lesquels l’enseignement du fait religieux verse dans un enseignement religieux ».
La place de l’étude du fait religieux dans les programmes scolaires (de la classe de sixième à la classe de troisième) est donc matière à débats : certains courants laïques craignent la réintroduction de l’enseignement religieux par ce biais tandis que d’aucuns parmi les cléricaux regrettent que ce n’en soit pas un.
Plusieurs questions se posent aux enseignants : Comment ne pas déconsidérer les enfants qui n’ont pas de religion, quand le programme porte essentiellement sur les monothéismes ? Comment rester absolument neutre et ne pas faire passer ses propres convictions (même inconsciemment) dans son exposé ? Comment éviter les dérives communautaristes lors des cours ? Faut-il faire lire les textes d’une religion par celui ou celle qui y adhère ?
Du côté des élèves, les appréciations semblent positives, même si la laïcité est plutôt comprise comme une tolérance de la diversité religieuse. Pour Jean-Paul Willaime, directeur de l’Institut européen en sciences des religions, cette « perception positive du fait religieux doit être relativisée. Car seulement un tiers des élèves considèrent que la religion est un thème important ».

#### Aumôneries dans les établissements publics
De par la loi de 1905, la laïcité n’est pas synonyme d’anticléricalisme ou d’indifférence de l’État. Elle prévoit en effet l’existence d’aumôneries et la prise en charge par l’État et les collectivités locales des crédits nécessaires pour « assurer le libre exercice des cultes dans les établissements publics tels que lycées, collèges, écoles, hospices, asiles et prisons » (article 2).
Pour la Fédération des conseils de parents d’élèves des écoles publiques : « Il est […] paradoxal [au regard des valeurs républicaines et laïques] de ne pas supprimer les aumôneries dans les collèges et lycées qui sont une atteinte objective à la laïcité de l’école et une manifestation avérée de prosélytisme ».

#### Fêtes religieuses ne figurant pas au calendrier scolaire
Les fêtes religieuses prévues par le calendrier scolaire sont le reflet de la tradition historique catholique en France. La proposition de la commission Stasi d’ajouter à la liste des jours fériés Yom Kippour et l’Aïd al-Adham n’a pas été retenue, mais la possibilité d’accorder de façon ponctuelle des autorisations d’absence est admise. Les textes précisent que ces autorisations peuvent être accordées « aux élèves pour les grandes fêtes religieuses qui ne coïncident pas avec un jour de congé et dont les dates sont rappelées chaque année par une instruction publiée au Bulletin officiel  ».

#### Cantines scolaires
En octobre 2007, la ville de Lyon — où existe un menu sans porc depuis les années 60 — annonce vouloir proposer des menus avec ou sans viande aux enfants fréquentant les cantines scolaires, à compter de la rentrée 2008. Ce choix est fait pour satisfaire les parents musulmans dont les enfants suivent des prescriptions alimentaires religieuses, ainsi que ceux qui s’opposent à la viande halal dans les cantines, au nom de la laïcité. Le directeur de SOS Racisme Rhône a accueilli cette décision comme « une victoire de la laïcité sur la religion ». Pour le magazine Marianne, « c’est une question de point de vue ». En février 2008, l’association féministe Regards de femmes, présidée par Michèle Vianès, décide d’attaquer la ville de Lyon devant le tribunal administratif estimant que « Cette délibération entérine chez les jeunes enfants l'idée que la nourriture servie à l'école est "impure" » alors que le maire-adjoint Yves Fournel justifiait devoir « tenir compte de la diversité sans tomber dans une offre de menus confessionnels et cette solution a fait consensus »,. Parmi les 26 000 repas fournis chaque jour aux écoles de Lyon en 2015, où 85 % des élèves de l'élémentaire mangent désormais à la cantine, 9 000 contiennent d'autres sources de protéines que la viande.
En 2015, le maire LR de Chalon-sur-Saône décide du retrait des menus alternatifs les jours où du porc est servi dans les cantines scolaires. Cette décision est critiquée à gauche comme par une partie de la droite. Un recours en référé est rejeté le 13 août 2015, l'urgence n'étant pas caractérisée puisque aucun repas avec du porc n'était prévu avant le 15 octobre, qui plus est en entrée. Le juge des référés précise que la restauration scolaire « doit en principe pouvoir être utilisé par tous les parents qui désirent y placer leurs enfants » et que la gestion des cantines ne doit pas aboutir « de fait, à priver certaines catégories de famille de la possibilité d’y accéder pour des considérations liées à leurs opinions religieuses ». Par un communiqué de presse du 17 mars 2015, l'Observatoire de la laïcité rappelle que « si aucune obligation ne contraint la commune dans le cadre d’un service, (…) la laïcité ne saurait être invoquée pour refuser la diversité de menus ». En effet, son guide « Laïcité et collectivités locales » rappelle que les cantines scolaires proposent généralement une diversité de menus, avec ou sans viande. Celui-ci précise que « cette offre de choix ne répond pas à des prescriptions religieuses mais à la possibilité pour chacun de manger ou non de la viande tout en empêchant la stigmatisation d’élèves selon leurs convictions personnelles ». En août 2017, le tribunal administratif de Dijon annule au nom de l'intérêt supérieur de l'enfant la décision de la ville de Chalon-sur-Saône supprimant les menus de substitution au porc dans les cantines scolaires, notant que « le menu de substitution était proposé à Chalon-sur-Saône depuis 1984, sans jamais faire débat » et estimant que « cette décision n'a pas accordé, au sens de la convention internationale relative aux droits de l'enfant, une attention primordiale à l'intérêt des enfants ». L'affaire est portée devant la Cour administrative d'appel de Lyon.

### Enseignement privé

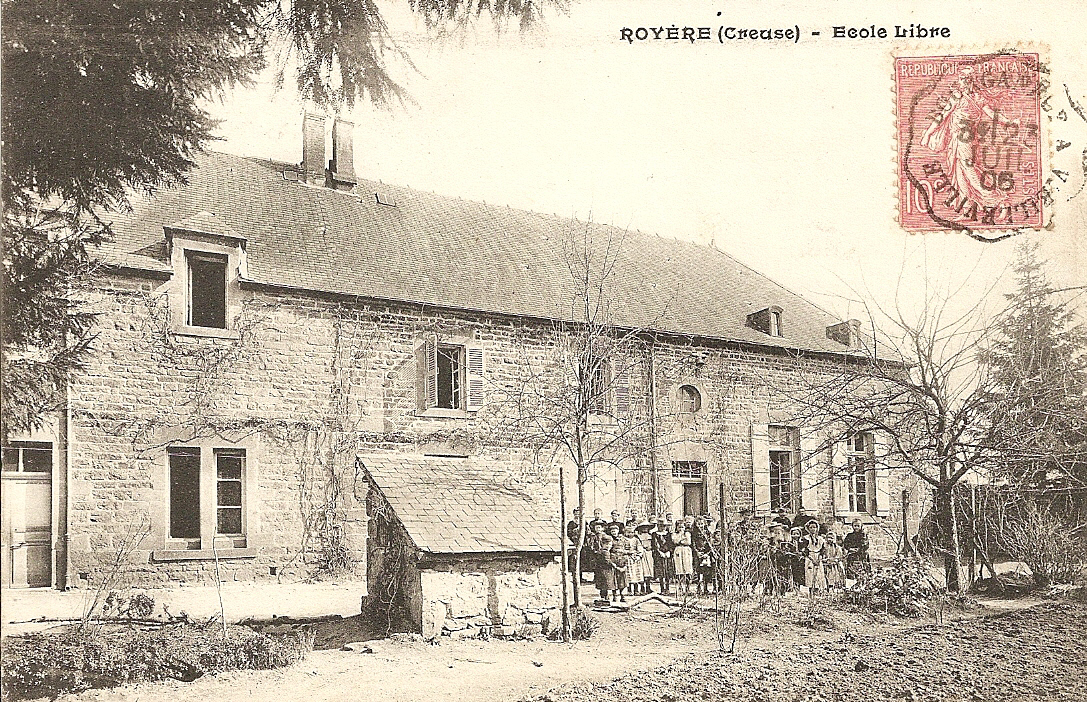
École privée à Royère (Creuse) en 1906.

Le statut de l'enseignement privé (majoritairement assuré par des établissements liés à l’Église catholique) et notamment son financement par l’impôt, reste un sujet délicat. Jusqu’à une époque récente, ce sujet a été l’objet de vifs débats entre les tenants du monopole de l’enseignement public et les défenseurs de l’école libre, qui considèrent la liberté d’enseignement comme une conséquence naturelle des libertés de conscience, d’expression et d’association.
En 1951, sous la pression de l’Association des parents d’élèves de l’école libre (Apell), les lois Marie et Barangé sont votées. La première, préparée par le ministre André Marie, veut permettre à l’enseignement privé de bénéficier des bourses du secondaire. La seconde loi, qui porte le nom de son premier signataire, Charles Barangé, souhaite attribuer aux familles dont un enfant est scolarisé dans une école primaire privée une indemnité de 3 000 francs par enfant et par an. Nombreux sont ceux qui voient dans ces textes un coup porté à l’école gratuite et laïque.
Ces lois sont complétées sept ans plus tard par la loi Debré sur les rapports entre l’État et des établissements d'enseignement privés, promulguée le 31 décembre 1959. Cette loi clarifie la position de l’État vis-à-vis l'instruction religieuse qui peut être assurée à l'intérieur des écoles privées.
Ces lois sonnent la fin de la Troisième Force (coalition de la gauche et de la droite). C’est la dernière grande polémique qui ait vu s’affronter droite cléricale et gauche laïque.
1984 voit l’abandon du projet Savary de Grand service public laïque unifié de l’Éducation nationale et la démission du ministre de l’Éducation nationale, après les manifestations des défenseurs de l’école privée.

### Structures privées chargées de la petite enfance
Une proposition de loi visant à étendre l'obligation de neutralité aux structures privées chargées de la petite enfance (crèches, haltes garderies, jardins d'enfants, assistantes maternelles) a été adoptée en première lecture au Sénat le 17 janvier 2012.
À la suite des propositions, en mars 2015, de l'Observatoire de la laïcité s'inquiétant d'une non-conformité du texte avec la Constitution et la Convention européenne des droits de l'homme et d'une contradiction avec le principe de laïcité lui-même (qui garantit la liberté de culte), ce texte a été amendé par les députés et adopté à l'Assemblée nationale le 13 mai 2015. Il n'est pas débattu en deuxième lecture au Sénat[réf. souhaitée].
Un temps accusée d'introduire la « liberté religieuse dans l’entreprise », la loi travail portée en 2016 par la ministre Myriam El Khomri, elle introduit un « principe de neutralité » qu'il est possible de faire figurer dans le règlement intérieur des entreprises. La neutralité peut donc se référer au religieux mais aussi aux convictions politiques.

### Créationnisme à l’école

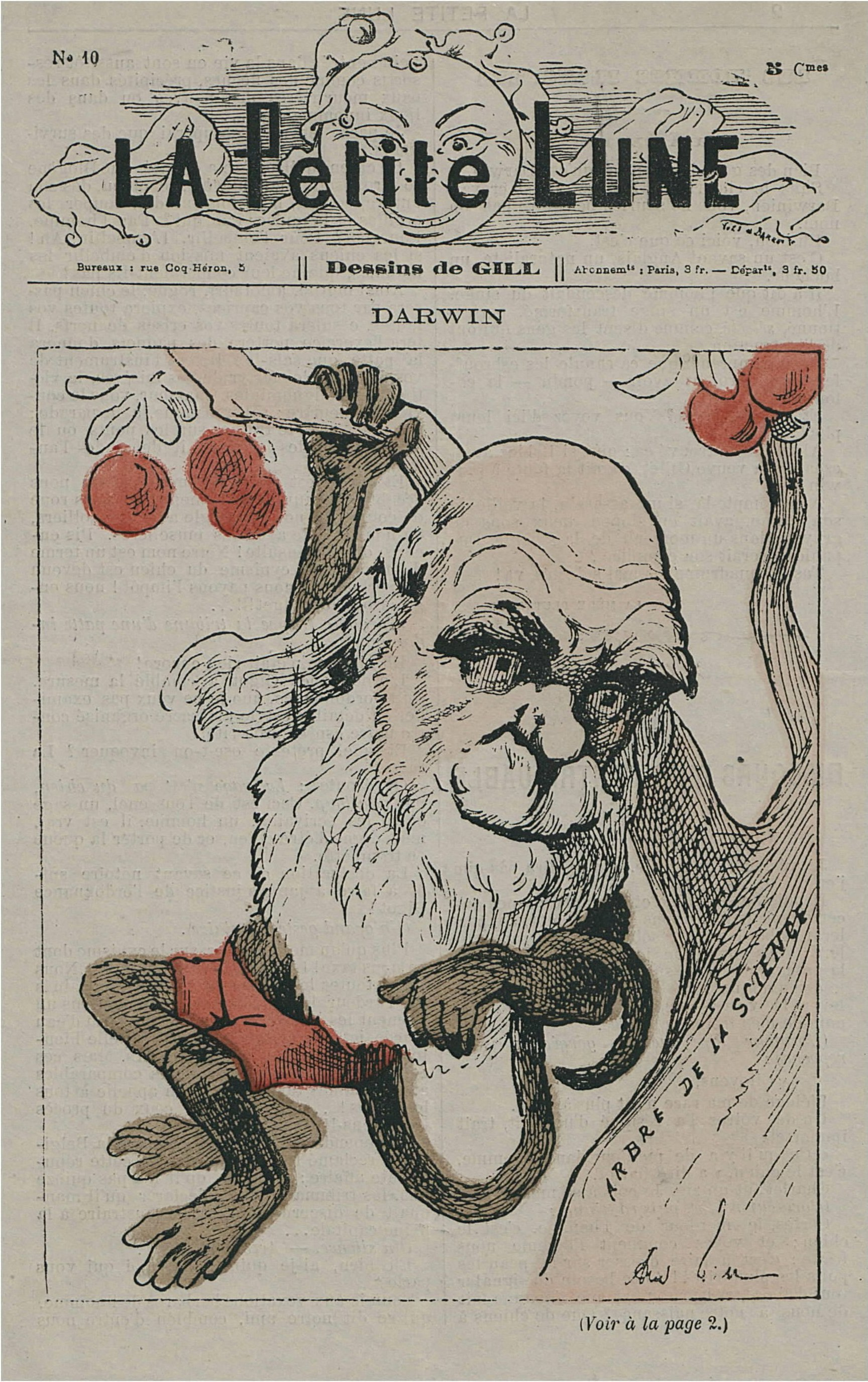
Caricature de Charles Darwin — 1878

La question de l’enseignement du créationnisme dans les écoles publiques ne semble pas se poser en France (contrairement à la Serbie, à l'Italie, à l'Allemagne ou aux Pays-Bas, par exemple). Cependant, en 2017, plusieurs rapports d'académie ont révélé des dérives créationnistes dans l'enseignement privé de certaines écoles à caractère religieux.
En février 2007, un ouvrage appelé l’Atlas de la création, est diffusé à des milliers d’exemplaires auprès d’établissements scolaires et universitaires, ainsi qu’à des centres de documentation pédagogique. La conclusion de ce volumineux ouvrage très illustré est édifiante : « la création est un fait » et « l’évolution une imposture ». Son auteur, Adnan Oktar (ou Harun Yahya), est une des figures centrales du créationnisme en Turquie. Le ministère de l’Éducation nationale a immédiatement demandé le retrait de cet ouvrage des établissements scolaires, « car aucune des qualités de rigueur exigées pour l’enseignement n’était présente dans ce livre ».

### Territoires dérogeant au système éducatif national

#### Alsace-Moselle

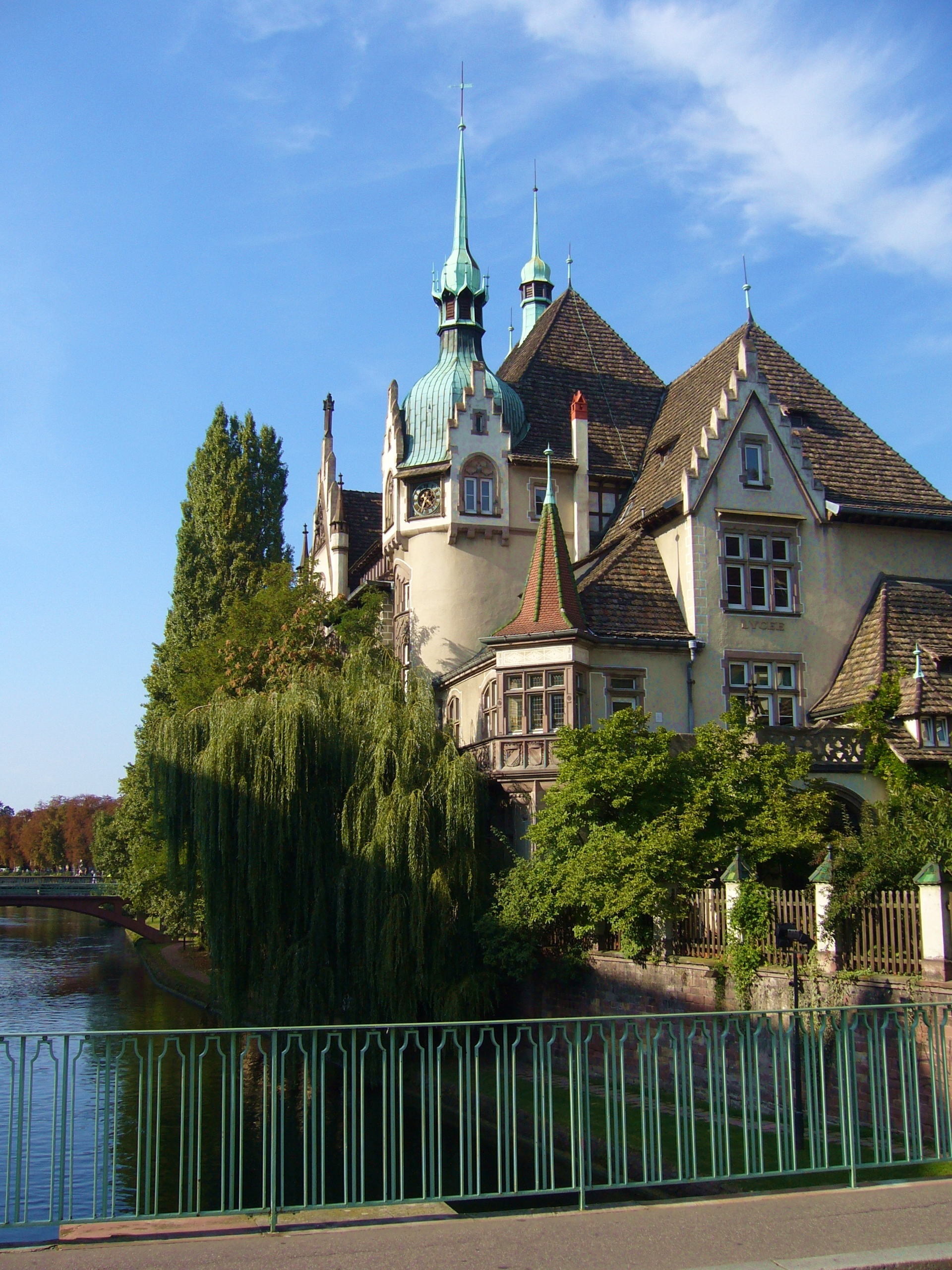
Lycée des Pontonniers à Strasbourg, ville où s'appliquent encore le droit concordataire.

Sous tutelle allemande depuis la fin de la guerre franco-allemande en 1871, la région est toujours sous régime concordataire lorsqu’elle redevient française en 1918, à la fin de la Première Guerre mondiale. Le ministère du Cartel des gauches conduit par Édouard Herriot tente d’appliquer la loi de 1905 à l’Alsace-Moselle, mais il échoue devant la résistance cléricale.
La religion est enseignée dans les départements de la Moselle, du Haut-Rhin et du Bas-Rhin, de façon obligatoire à l’école primaire et au collège. L’élève peut en être dispensé sur simple demande écrite des parents en début d’année scolaire. En cas de dispense, les élèves du primaire assistent à des cours de « morale ». Les collégiens sont simplement dispensés de cours. Dans certains établissements (en particulier les lycées professionnels) le cours de religion se nomme « faits religieux ». Les professeurs de religion catholique et protestante sont formés par les deux facultés de théologie correspondantes (alimentées par des fonds publics). Certains instituteurs dans l’enseignement public du premier degré sont congréganistes.
Pour le philosophe Henri Peña-Ruiz, l’exemple de l’Alsace-Moselle démontre que « le caractère pluriconfessionnel de la sphère publique déroge aux exigences démocratiques d’égalité comme de liberté de conscience ».
En 2001, un arrêt du Conseil d’État précise que la seule obligation en matière d’enseignement religieux sur le territoire d’Alsace-Moselle revient à son organisation par l’État. Il reconnaît cependant parallèlement que le cours d’instruction religieuse n’est pas contraire à la Constitution de 1958, notamment par rapport au principe de laïcité.
En 2003, la commission Stasi, sans revenir sur l’exception locale, propose des aménagements :

« La commission estime que la réaffirmation de la laïcité ne conduit pas à remettre en cause le statut particulier de l’Alsace-Moselle, auquel est particulièrement attachée la population de ces trois départements. Un aménagement lui paraît cependant nécessaire. Doit être envisagée toute mesure permettant d’affirmer l’égalité des croyants, des athées et des agnostiques. La pratique actuelle, qui oblige les parents à effectuer une demande spécifique pour que leurs enfants soient dispensés de l’enseignement religieux, pourrait être modifiée. […] 

De même, la commission estime que l’enseignement de la religion musulmane doit être proposé aux élèves, au même titre que celui des autres religions. »

Cette dernière proposition reçoit quelques semaines après la publication du rapport le soutien des cultes reconnus d'Alsace-Moselle. En 2006, la proposition de loi du député UMP François Grosdidier visant à intégrer le culte musulman dans le droit concordataire d'Alsace et de Moselle reste sans suite. De nombreuses organisations de gauche et personnalités demandent, elles, la suppression du caractère obligatoire de l'enseignement religieux et à son déplacement hors du temps scolaire obligatoire.
Le 12 mai 2015, l'Observatoire de la laïcité émet un avis sur le régime spécifique des cultes en Alsace-Moselle préconisant dix évolutions, dont le placement de l'enseignement religieux en dehors du temps de l'enseignement scolaire commun, la possibilité pour tout élève de modifier au cours de sa scolarité son choix concernant cet enseignement, l'inversion des modalités de choix pour cet enseignement, l'abrogation du délit de blasphème et l'alignement de la peine prévue pour un trouble à l'exercice d'un culte sur la loi du 9 décembre 1905. Le délit de blasphème est aboli par la loi "Égalité et Citoyenneté", promulguée en janvier 2017.

#### Wallis-et-Futuna
Sur le plan éducatif, le territoire a le statut de vice-rectorat. L’enseignement primaire est concédé en totalité par l’État, dans le cadre d’une mission de service public, au diocèse catholique de Wallis-et-Futuna. L’État finance l’ensemble des charges liées à cet enseignement (enseignants et fonctionnement).
L'enseignement primaire est entièrement catholique, alors que le secondaire est public.

### Perception de la laïcité par les élèves
Dans son enquête auprès des lycéens sur la laïcité et sur la place des religions à l'école du 3 mars 2021, l'IFOP révélait que plus d'un lycéen sur deux se disait favorable au port de signes religieux ostensibles dans les lycées publics. 49 % ne voient pas d'inconvénient à ce que les fonctionnaires affichent leurs convictions religieuses et 38 % sont favorables à une législation autorisant les élèves à porter un « burkini » (une proportion qui atteint 63 % chez les élèves en zone prioritaire, et 76 % chez les lycéens se déclarant musulmans).
Le 9 décembre 2021, l'IFOP publiait un autre sondage intitulé "Les lycéens, le droit à la critique des religions et les formes des contestations de la laïcité à l'école". Ce sondage révélait notamment que et que 40 % des lycéens, et parmi eux 65 % des musulmans, estimaient que «les règles édictées par leur religion sont plus importantes que les lois de la République», contre 23 % des Français dans leur ensemble.

## Laïcité pour la famille et l’individu

### Droits des femmes et laïcité
Pour la philosophe Élisabeth Sledziewski, « la Révolution est le moment historique de la découverte par la civilisation occidentale que les femmes peuvent avoir une place dans la cité, et non plus simplement dans l’ordre domestique ». Michèle Vianès (auteur d’Un voile sur la République), reprenant l'affirmation de Condorcet « que les hommes ne peuvent être libres et égaux si la moitié du genre humain n’est pas libérée de ses entraves séculaires » affirme que grâce à la laïcité, « les femmes vont s’affranchir du poids des religions par les revendications de disposer librement de leur corps, de leur esprit et d’avoir la maîtrise de leur désir d’enfant ». Pour elle : « La laïcité à la française offre la meilleure garantie d’égalité entre les deux sexes ».

#### Droits politiques

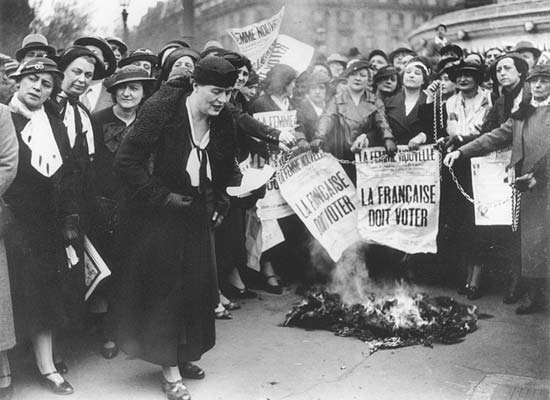
Louise Weiss et les suffragettes — 1935.

Le 21 avril 1944, les femmes accèdent au droit de vote ; il avait longtemps été combattu par les radicaux du Sénat qui, craignant que les femmes ne soient influencées par les prêtres, s’étaient paradoxalement alliés aux conservateurs catholiques sur ce sujet. « Les radicaux ont peur de nous » disait Hubertine Auclert. Ainsi, l’un d’eux, à la séance du Sénat du 23 juin 1932 :

« Les électeurs catholiques sont peut-être des enfants à genoux quand il s’agit du prêtre servant la religion, mais ils sont assez souvent des citoyens debout quand ils exercent leurs droits politiques. Pour les femmes, vous le savez bien, il en va tout autrement. Même quand elles sont assez peu catholiques, elles subissent l’influence du prêtre catholique. »

En 1999, la Constitution intègre le principe de parité. En 2000, la loi sur la parité prévoit l’égal accès aux fonctions politiques entre hommes et femmes.

#### Libertés individuelles

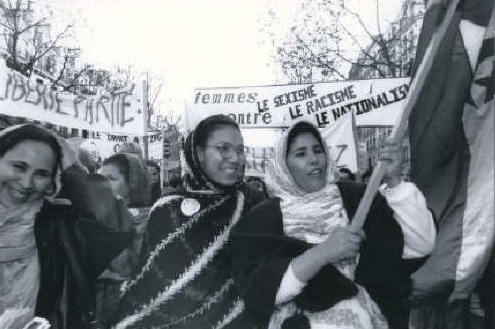
Manifestation à Paris pour les droits des femmes — 1995.

Selon le rapport Stasi (2003), des menaces importantes pèsent sur les libertés individuelles des femmes dans certains quartiers. D’après les enquêtes et les auditions réalisées par la commission, des groupes communautaristes politico-religieux développent une stratégie d’agression envers les femmes afin de les plier à la norme communautaire qu’ils préconisent. Une jeune femme entendue à huis clos par la commission dira ainsi que « la République ne protège plus ses enfants ». La commission précise :

« Les jeunes femmes se retrouvent victimes d’une résurgence du sexisme qui se traduit par diverses pressions et par des violences verbales, psychologiques ou physiques. Des jeunes gens leur imposent de porter des tenues couvrantes et asexuées, de baisser le regard à la vue d’un homme ; à défaut de s’y conformer, elles sont stigmatisées comme « putes ». Plusieurs associations s’alarment des démissions de plus en plus fréquentes de leurs adhérentes d’origine étrangère, qui se voient interdire par leur milieu l’engagement dans la vie associative. »

La même année, l’association Ni putes ni soumises est créé par Fadela Amara. Le mot d’ordre de l’association est : « Égalité — Laïcité — Mixité ».

### Mariage
Auparavant de la responsabilité des églises, l'état civil laïque et le mariage civil sont créés par étapes en 1787, 1791, 1792 (autorisant aussi le divorce) et 1804. L'obligation d'antériorité du mariage civil sur le mariage religieux est une règle concordataire de 1802, conservée en 1905 au motif de l'ordre public, et toujours en vigueur dans le code pénal de 1994 (arts. 433-21 et 433-22) bien qu'adoucie par une obligation d'habitude,.

### Enfants nés hors mariage
Le modèle de la famille chrétienne n’est plus la norme légale aux yeux de la République laïque, même s’il a fallu longtemps pour que les enfants nés hors mariage ne soient plus qualifiés de bâtards.
En juillet 1987, la loi Malhuret étend l’exercice de l’autorité parentale par les deux parents aux couples non mariés et aux couples divorcés.
En décembre 2001, la réforme de la loi sur les successions supprime la pénalisation des enfants adultérins, et en juillet 2005, une ordonnance supprime la distinction entre enfant légitime et enfant naturel, entérinant l’égalité entre les enfants quelle que soit leur mode de filiation, à la seule exception des filiations incestueuses.
En 2006, les naissances hors mariage représentent 50,5 % de l’ensemble des naissances et deviennent majoritaires pour la première fois. Dix ans auparavant, cette proportion ne dépassait pas 40 %.

### Liberté des pratiques sexuelles
La morale religieuse n’est plus la norme en matière de relations sexuelles. Le cadre légal est la seule référence morale de la République : est admissible toute relation librement consentie entre individus majeurs, tant qu’il n’y a pas d’atteinte à l’intégrité physique.

## Laïcité dans le secteur de la santé

### Contraception et interruption volontaire de grossesse

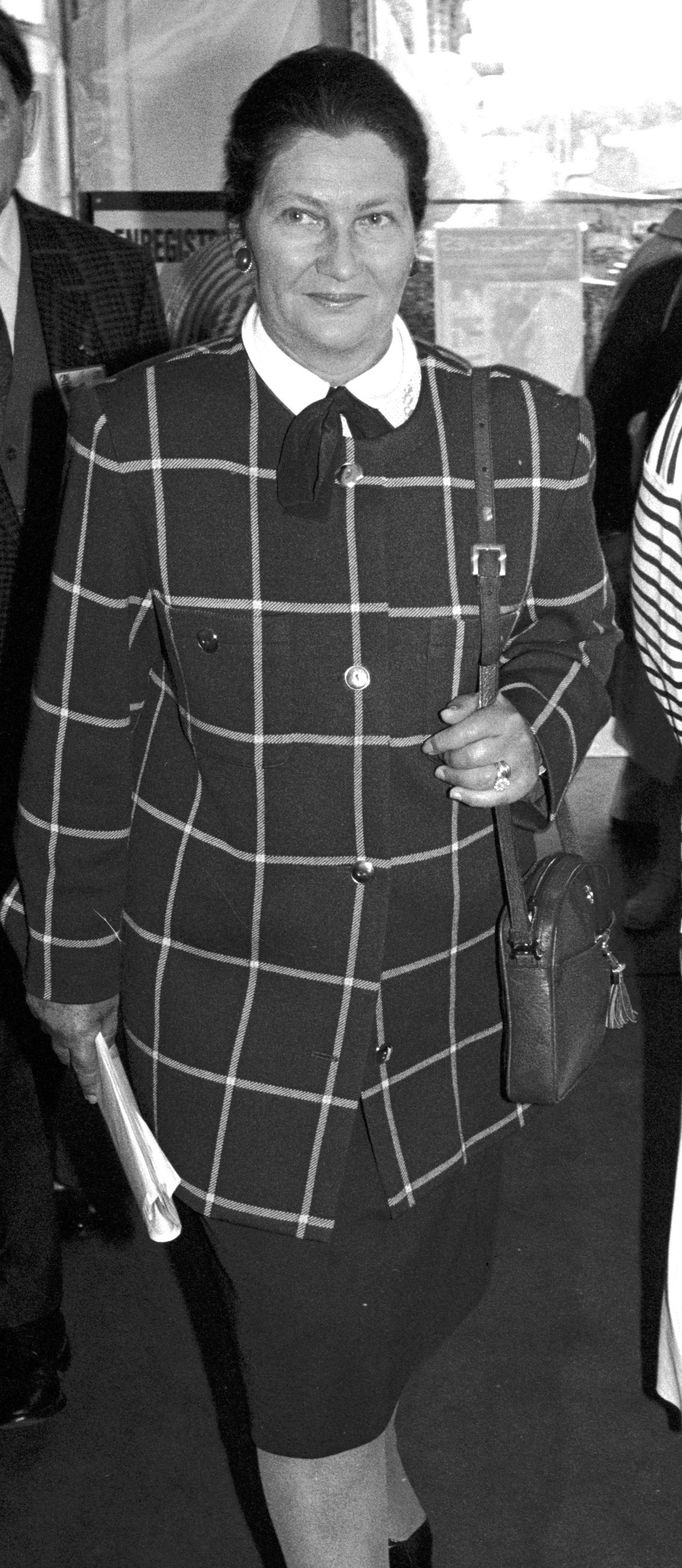
Simone Veil, initiatrice de la loi autorisant l’interruption volontaire de grossesse.

La contraception et l’avortement sont des moyens pour les femmes de « disposer librement de leur corps » et d’avoir un enfant quand elles le souhaitent. En France, toute femme a le droit d’avoir recours à la contraception et d’interrompre ou non sa grossesse. Elle prend seule sa décision, sans autorisation de son conjoint ou d’un médecin.
En 1968, l’ensemble des méthodes empêchant la fécondation ou l’interrompant sont considérées comme étant « absolument à exclure » dans l’encyclique Humanae vitae de Paul VI, comme allant à l’encontre des lois « naturelles » et « divines » du mariage, de la famille ou de la chasteté. L’avortement y est expressément considéré comme étant « à exclure […] même pour des raisons thérapeutiques ». Pour l’historien Gian Maria Vian, l’encyclique souleva « une opposition sans précédent à l’intérieur même de l’Église catholique » dès sa parution.
En 1975, après une longue procédure législative et des débats très vifs, est adoptée la loi Veil, qui autorise l’avortement sous certaines conditions — pratiqué dans un cadre légal, l’avortement est appelé « interruption volontaire de grossesse » (IVG). En vertu de la liberté de conscience, les médecins sont libres de pratiquer cet acte ou de refuser de le pratiquer ; dans ce dernier cas, ils se doivent d’orienter la patiente vers un confrère. L’IVG est remboursée par la Sécurité sociale depuis 1982.
Entre 1987 et 1993, des commandos anti-IVG, soutenus par le journal national-catholique Présent ou l’association La Trêve de Dieu, s’attaquent à des dizaines d’hôpitaux et de cliniques.
Une loi initiée par Véronique Neiertz crée en 1993 le délit d’entrave à avortement volontaire. Elle vise à sanctionner les personnes qui perturbent le fonctionnement des établissements hospitaliers participant à la mise en œuvre de la loi sur l’IVG. 2001 : l’IVG est autorisée jusqu’à douze semaines de grossesse.
En octobre 2008, le pape Benoît XVI, à l’occasion du quarantième anniversaire de l’encyclique Humanae vitae de Paul VI, réitère la condamnation de la contraception par l’Église catholique. L'opposition à l'avortement, religieuse ou non, se fonde sur l'absence de rupture dans le développement de l'embryon, l'être humain connaissant un développement continu de sa conception à sa mort.

### Transfusion sanguine
La loi du 4 mars 2002 dite « loi Kouchner » impose aux médecins de « respecter la volonté de la personne après l’avoir informée des conséquences de ses choix. Si la volonté de la personne de refuser ou d’interrompre tout traitement met sa vie en danger, le médecin doit tout mettre en œuvre pour la convaincre d’accepter les soins indispensables. » En cas de confirmation de ce refus, le praticien se trouve confronté à un paradoxe : le respect de la volonté du patient de ne pas être soigné d’un côté, et de l’autre le devoir d’assistance et de soins à toute personne en péril. Si le médecin, dans le seul but de tenter de sauver son patient, choisit d’accomplir un acte indispensable à sa survie et proportionné à son état, le Conseil d’État juge qu’il n’y a pas de faute. S’il se conforme à la volonté du patient, et qu’il est attaqué après son décès par la famille celui-ci, il ne peut se voir poursuivi puisqu’il se conforme strictement aux dispositions légales.

### Choix du sexe du praticien

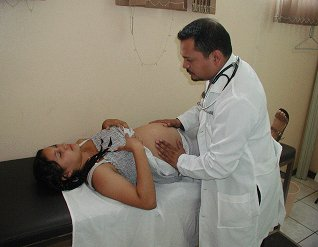
Médecin homme auscultant une patiente.

Certaines femmes, pour des raisons religieuses, peuvent préférer se voir délivrer des soins par un praticien de leur sexe. Si ce choix n’appelle aucune remarque pour les consultations courantes, il n’en va pas de même en situation d’urgence. Ainsi, en 1998, des complications neurologiques lors de sa naissance causent à un enfant un handicap de 100 %. En juin 2008, la demande d’indemnité de la famille, imputant le handicap de leur enfant à l’hôpital, est rejetée, au motif que le père, musulman, avait refusé la présence de médecins hommes au moment de l’accouchement.
En septembre 2007, un médecin veut ausculter une femme musulmane après un accouchement difficile. « Alors qu’il s’apprête à l’examiner, le mari de la patiente, visiblement furieux, se jette sur le médecin et l’insulte avant de le gifler ».
Ces agressions, qui restent exceptionnelles, suscitent cependant un certain émoi dans le corps médical. Pour les éviter et lever les incompréhensions, le Haut Conseil à l’intégration a proposé en avril 2007 une Charte de la laïcité dans les services publics. Celle-ci précise notamment que :

« Les usagers des services publics ont le droit d’exprimer leurs convictions religieuses dans les limites du respect de la neutralité du service public, de son bon fonctionnement et des impératifs d’ordre public, de sécurité, de santé et d’hygiène.

Les usagers des services publics ne peuvent récuser un agent public ou d’autres usagers, ni exiger une adaptation du fonctionnement du service public ou d’un équipement public. Cependant, le service s’efforce de prendre en considération les convictions de ses usagers dans le respect des règles auquel il est soumis et de son bon fonctionnement. »

Dans le cadre d’un contrat de travail, un salarié ne peut refuser de subir une visite médicale, l’examen étant pratiqué par une femme, même si ses convictions religieuses le lui interdisent. En effet, si le droit du travail protège la liberté religieuse des citoyens, se pose parfois la question de la conciliation entre cette liberté et la force obligatoire d’un contrat de travail ou des dispositions législatives ou règlementaires destinées à assurer la protection des salariés. Dans ce cadre précis, la Cour de cassation estime que les dispositions concernant la médecine préventive du travail ont un caractère impératif.

### Certificats de virginité et réparations d’hymen
Les demandes de certificat de virginité et de réfection d’hymen sont plutôt rares. Le Collège national des gynécologues et obstétriciens français a pris position de façon ferme à ce sujet en juin 2008, en affirmant : 

« Non, les médecins et en particulier les gynécologues obstétriciens ne sont pas là pour rédiger des certificats de virginité qui sont une atteinte manifeste à la dignité de la femme.
Non, les gynécologues obstétriciens ne sont pas là pour refaire les hymens, faciliter le mensonge et finalement aider à perpétuer une tradition d’un autre âge. »

Cependant, les praticiens sont placés devant leur conscience quand ils envisagent le sort des jeunes filles promises à des mesures de rétorsion. Pour certains praticiens, ne pas établir de certificat de virginité est sans conséquence ; soit la jeune fille est vierge et cela ne pose pas de problème lors de la nuit de noces, soit elle ne l’est pas et le certificat ne sert alors à rien. Pour d’autres, les risques auxquels s’expose une fille n’arrivant pas vierge au mariage les conduisent à faire un faux certificat.
Concernant la plastie d’hymen, les conséquences peuvent être dramatiques, aux dires de certains médecins, refuser une telle opération équivaudrait à un jugement moral sur des jeunes filles prises entre leur époque et les traditions patriarcales de leur entourage. Pour le professeur Israël Nisand, « Un médecin ne devrait pas marcher dans cette combine ! Ne devrait pas contribuer à perpétuer le système d’inféodation de la femme ! » Mais il reconnaît déroger parfois à cette règle, « pour sauver une jeune fille ».
Déposé à l’Assemblée nationale au début de l’année 2021, l’article 16 de la loi « contre les séparatismes » propose une interdiction totale pour un médecin de délivrer un certificat de virginité. Cet article est approuvé avec une large majorité par les députés.

## Laïcité dans l’espace public

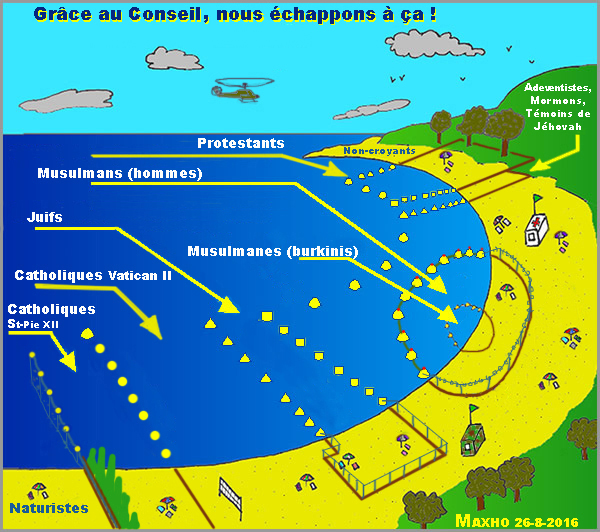
Dessin humoristique remerciant le Conseil constitutionnel d'avoir rappelé, en prohibant les arrêtés discriminatoires sur les tenues de plage le 26 août 2016, qu'en conformité avec la loi du 15 novembre 1887, l'espace public, et a fortiori le domaine public maritime, est mixte, ouvert à tous et ne peut être ni interdit à tel ou tel signe religieux individuel, ni divisé en parcelles séparées selon les confessions ou convictions.

### Signes religieux dans l'espace public
L’article 28 de la loi de 1905 dispose qu'« il est interdit, à l'avenir, d'élever ou d'apposer aucun signe religieux sur les monuments publics ou en quelque emplacement public que ce soit, à l'exception des édifices servant au culte, des terrains de sépulture dans les cimetières, des monuments funéraires ainsi que des musées ou expositions ». Ne s’appliquant qu’aux emplacements publics (de l’État ou d'une collectivité territoriale), la loi interdit la pose d'emblèmes ou des « signes extérieurs (…) destinées à symboliser, à mettre en valeur une religion » mais comme le précise alors le rapporteur du projet de loi Aristide Briand,« il n’est nullement question d’empêcher un particulier (…) de faire décorer sa maison de la manière qui lui plaira, même si cette maison a façade sur une place ou sur la rue ».
Ainsi, le 25 octobre 2017, le Conseil d’État demande à la commune de Ploërmel (Morbihan) qui avait fait construire en 2006 une statue de l'ancien pape Jean-Paul II surmontée d'une croix monumentale surmontant une arche et culminant à 7,50 mètres de retirer cette croix sous six mois, sans s'opposer cependant au maintien de la statue de l'artiste russe Zourab Tsereteli,,. En 2010 déjà, le tribunal administratif de Vannes avait jugé illégale la subvention versée par le conseil général du Morbihan pour cette statue et ordonné son remboursement. Une statue sans croix de Jean-Paul II du même artiste est installée depuis 2014 au square Jean-XXIII à Paris,

#### Cas des cimetières
Avant 1905, deux lois ont convergé vers la laïcité des cimetières : la loi du 14 novembre 1881 abroge l'article 15 du décret du 23 prairial an XII, qui imposait aux communes d'affecter une partie du cimetière ou de créer un cimetière spécialement affecté à chaque culte, et interdit tout regroupement par confession sous la forme d'une séparation matérielle du reste du cimetière,. Puis la loi du 5 avril 1884 soumet le maire à une obligation de neutralité dans l'exercice de son pouvoir de police des funérailles et des cimetières.
Selon la loi du 15 novembre 1887, chaque personne peut décider des conditions de ses funérailles.
Précédant d'un an la loi de séparation des Églises et de l'État, la loi du 28 décembre 1904 tend vers une séparation dans le secteur des pompes funèbres entre les Églises et l’État, en affirmant l’autorité de la commune dans le domaine funéraire, en interdisant l’intervention des organismes religieux, hormis le protocole rituel. Le service extérieur des pompes funèbres est confié aux communes à titre de service public, qui peuvent l'assurer en régie directe, soit en délégation en délégation de service public par concession ou affermage ou en décidant ne pas intervenir et de laisser cette fonction libre. La loi de 1905 précise dans son article 28 que l'interdiction de signes religieux sur les monuments publics s’applique « à l'exception des édifices servant au culte, des terrains de sépulture dans les cimetières, des monuments funéraires ».
À la suite de la création fréquente de carrés confessionnels, le Ministère de l’Intérieur prend deux circulaires : celle du 28 novembre 1975 puis celle du 14 février 1991. La première constate des « regroupements de fait ». La deuxième exige notamment un cercueil, mais laisse libre l'orientation des corps. Elles sont remplacées par la circulaire du 19 février 2008 qui autorise la création de carrés confessionnels, et l'encourage si elle répond à des demandes, tout en réaffirmant la neutralité des parties communes. Seuls des cimetières privés peuvent légalement déroger à ces dispositions. La plupart sont gérés par les consistoires israélites, quelques-uns sont protestants, un est musulman. Il est interdit d'en créer de nouveaux et d'agrandir les existants, sauf en zone concordataire.

### Port de signes religieux

#### Dans les locaux d’un service public

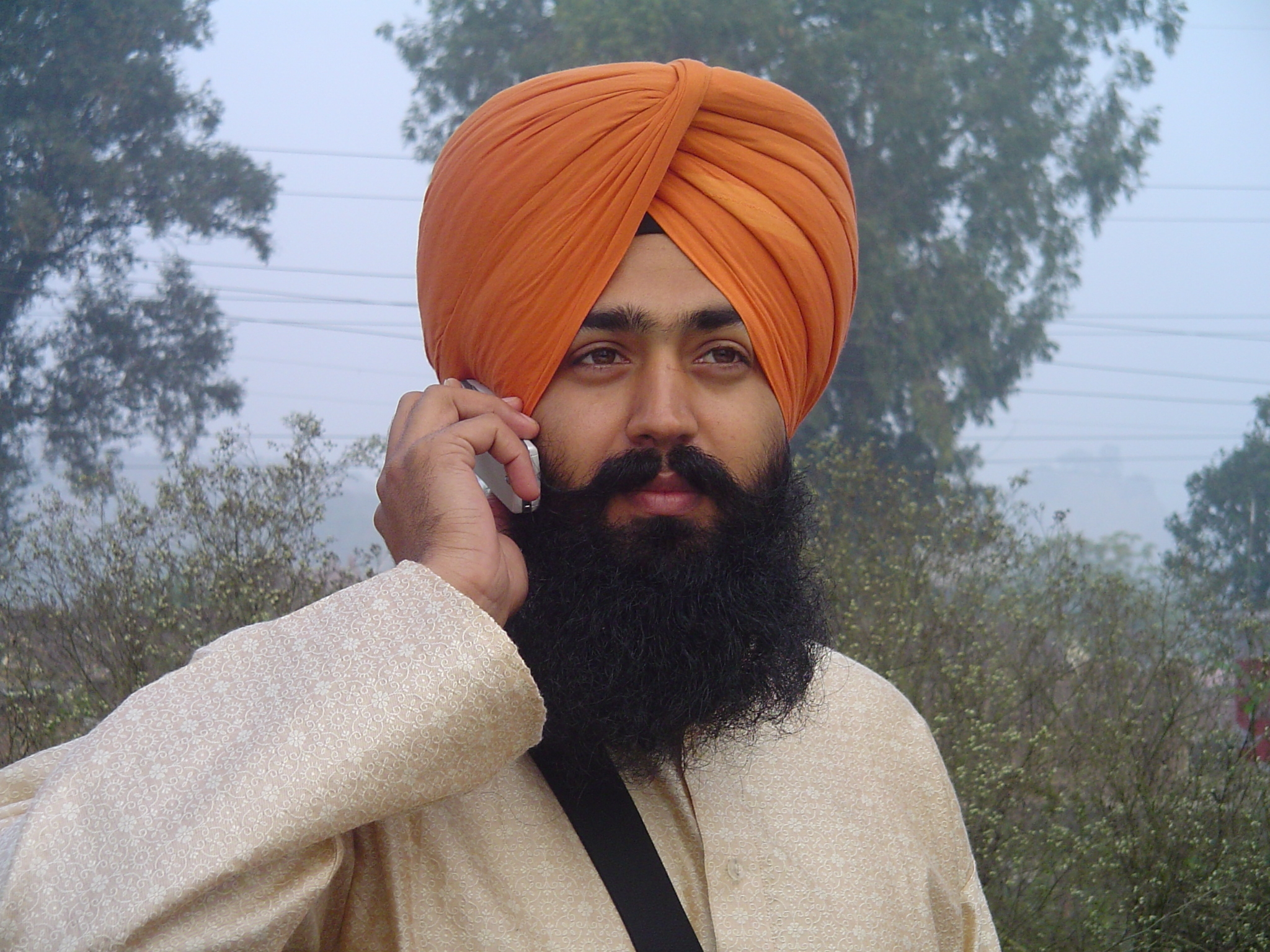
Sikh portant un turban.

Contrairement aux fonctionnaires, qui sont tenus de respecter le principe de neutralité du service public, les usagers ne sont pas soumis à la même obligation. Ils ont le droit d’exprimer leurs convictions religieuses par leur tenue ou les symboles qu’ils arborent, même dans les locaux d’un service public, dans les limites inhérentes au bon fonctionnement du service public, et à condition de ne pas troubler l’ordre public.
Le Conseil d’État s’est prononcé à ce sujet en mai 2000 :

« L’agent doit veiller à la stricte neutralité du service pour permettre le plein respect des convictions des usagers. Si les seconds ont droit en conséquence d’exprimer leurs convictions religieuses, dans les limites inhérentes au bon fonctionnement du service public, l’agent ne doit pas, par son comportement, autoriser un quelconque doute sur la neutralité du service. »

Dans le prolongement de la loi du 15 mars 2004, la députée Françoise Hostalier dépose en juillet 2008 une proposition de loi « visant à interdire le port de signes ou de vêtements manifestant ostensiblement une appartenance religieuse, politique ou philosophique à toute personne investie de l’autorité publique, chargée d’une mission de service public ou y participant concurremment ».

#### Dans les espaces privés accueillant du public
Le port de signes religieux dans des espaces privés accueillant du public provoque des réactions opposées chez ceux qui se recommandent de la laïcité.
En août 2006, Fanny Truchelut, propriétaire d’un gîte dans les Vosges, demande à deux clientes qui se présentent voilées de retirer leur voile dans les parties communes de son établissement. Attaquée par ses clientes, plusieurs associations s’étant portées partie civile, elle est condamnée en octobre 2007 pour « discrimination en raison de la religion » (les accusations de discrimination raciale et ethnique n’ayant pas été retenues) à quatre mois de prison avec sursis.
En octobre 2008, la cour d’appel de Nancy confirme le jugement de première instance, en réduisant la peine et l’amende.
Pour Anne Zelensky, présidente de la Ligue du droit des femmes et contributrice du site d'extrême droite Riposte laïque, et Annie Sugier, présidente de la Ligue du droit international des femmes, « ce signe ostentatoire de la religion musulmane » est un « symbole de l’oppression féminine ». Elles appuient leur argument sur la proposition de loi de septembre 2008 du député Jacques Myard, « visant à lutter contre les atteintes à la dignité de la femme résultant de certaines pratiques religieuses ».
Ces positions s’opposent notamment à celle de la philosophe Catherine Kintzler, qui invoque le principe de la liberté d’opinion, « en dépit de l’horreur que le voile [lui] inspire ». Pour elle :

« Si un signe religieux est également, de façon avérée et constituée, une marque de discrimination, alors il faut réclamer son interdiction dans tous les lieux de la société civile accessibles au public, non pas au motif qu’il choque nos convictions, mais au motif qu’il est contraire à l’égalité républicaine. S’il ne l’est pas de façon avérée et constituée et s’il n’est contraire à aucune loi, alors, parce que la liberté d’opinion veut que rien ne soit poursuivi ni censuré sur simple présomption, il doit être soumis aux mêmes contraintes et jouir des mêmes libertés que les autres signes religieux. »

Pour l’écrivaine Chahdortt Djavann, auteur de Bas les voiles !, entendue par la commission Stasi en 2003, le voile est un « marquage visible de la soumission de la femme ». Selon elle, il faut dépasser la question de la laïcité. « Au nom de la protection des mineures », elle réclame une loi épargnant le voile aux filles de moins de dix-huit ans.
En janvier 2014, l'Observatoire de la laïcité a édité un guide pratique à destination des entreprises pour les aider dans leur gestion du fait religieux, intitulé "Gestion du fait religieux dans l'entreprise privée" et librement téléchargeable sur son site Internet.

### Fêtes religieuses
En France, les fêtes religieuses légales correspondent traditionnellement aux principales fêtes catholiques. Pour les autres cultes, les agents publics ont la possibilité de demander des autorisations d’absence. Il appartient au chef de service d’apprécier si l’octroi d’une telle autorisation fait ou non obstacle au fonctionnement normal du service.
Les usagers accueillis à temps complet dans un service public, notamment au sein d’établissements médico-sociaux, hospitaliers ou pénitentiaires ont droit au respect de leurs croyances et de participer à l’exercice de leur culte, sous réserve des contraintes découlant des nécessités du bon fonctionnement du service.
Historiquement, il est à noter la célébration nationale de Jeanne d'Arc le 17 juillet 1921, un an après sa canonisation. En effet, bien que dénotant une situation paradoxale à celle précédent la Première Guerre mondiale, tous les arrêtés pris à l'encontre du « monde catholique » avaient été annulés au lendemain du début de la guerre.

### Statues religieuses
En octobre 2019, le tribunal administratif de Grenoble juge légale l’installation par la commune de Saint-Pierre-d'Alvey (Savoie) d’une statue de la Vierge Marie sur son domaine public. Si le tribunal reconnaît que la statue est un emblème religieux au sens des dispositions de l’article 28 de la loi du 9 décembre 1905, il estime l'action publique licite au motif que le lieu ait été affecté le 9 décembre 1905, car la parcelle comportait déjà une croix depuis plusieurs siècles et que des processions y étaient organisées périodiquement. En 2017, le Conseil d'État avait jugée partiellement illicite le financement par la commune de Ploërmel (Morbihan) l'érection d’une statue du pape Jean-Paul II offerte à la Ville, surmontée d’une arche, accueillant elle-même à son sommet une croix très visible : l'arrêt distinguait l'homme public qu'était Jean-Paul II et l’emblème religieux installé postérieurement à 1905, mais l'œuvre entière fut rachetée et déplacée sur un terrain voisin appartenant au diocèse de Vannes.

### Financement des édifices cultuels

Mosquée de Trappes — 2008.

La loi de 1905 dispose dans son article 2 que : « La République ne reconnaît, ne salarie et ne subventionne aucun culte. » Elle propose parallèlement de confier la jouissance des lieux de culte qu’elle détient depuis 1789 à ceux « qui se conforment aux règles générales du culte dont ils se proposent d’assurer l’exercice » et qui doivent adopter la forme d’association cultuelle.
En 1920, une loi permet à l'État de financer la construction de la Mosquée de Paris.
Il existe plusieurs solutions immobilières, financières et fiscales, qui permettent aux associations cultuelles de faire édifier des lieux de culte (en Île-de-France, 1 800 lieux de culte ont été édifiés depuis 1905).
Depuis 1961, la loi autorise les départements et les communes à garantir les emprunts contractés par des associations pour la construction d’édifices cultuels « dans les agglomérations en voie de développement » ; ce dispositif a été étendu par la jurisprudence à l’ensemble des communes. Il ne s’agit pas ici d’une subvention ; en cas de défaillance financière du maître d’ouvrage, la collectivité prend à sa charge le paiement des annuités d’emprunt. Cependant, une majorité d’associations musulmanes ne font pas appel à cette garantie d’emprunt, considérant que cela contrevient à la loi islamique.
Depuis 1936 (époque des « chantiers du Cardinal Verdier »), les communes peuvent donner à bail des terrains communaux aux associations cultuelles, pour qu’elle y édifient des lieux de culte ; les règles de ces baux emphytéotiques administratifs sont précisées par une ordonnance d’avril 2006. Le loyer peut parfois être sans rapport avec la réalité du marché immobilier, masquant alors une sorte de contribution publique[réf. nécessaire]. Les baux consentis à des associations cultuelles musulmanes sont parfois remis en cause par des partis d’extrême droite, au nom « d’une stratégie pour lutter contre l’islamisation de la France ».
Les associations cultuelles peuvent louer des édifices appartenant aux collectivités locales pour y exercer leur culte, selon les termes de l’article L1311-2 du Code général des collectivités territoriales.
Il est par ailleurs possible de faire subventionner une part du financement de la partie culturelle d’édifices mixtes, dont l’autre partie est affectée au culte ; ce montage financier a été celui de la cathédrale d’Évry.
Les versements aux associations cultuelles de sommes affectées à la construction ou à l’entretien d’édifices religieux ouverts au public bénéficient d’une déductibilité fiscale.
En septembre 2006, la commission Machelon propose un « toilettage » de la loi de 1905, notamment en ce qui concerne le financement des lieux de culte par les collectivités territoriales. Le ministre de l’Intérieur, Nicolas Sarkozy, avait accueilli cette recommandation en disant qu’il « n’était pas juste que les fidèles des confessions en expansion récente sur notre territoire, l’islam sunnite et le christianisme évangélique, rencontrent des difficultés pour pratiquer leur culte ».
En réaction aux conclusions de ce texte, seize députés de toutes tendances ont rappelé en octobre 2006 les « verrous de l’étanchéité des rapports entre l’État et les cultes » de la loi de 1905 : l’article 2 (repris ci-dessus), et l’article 19, qui dispose que les associations cultuelles « ne pourront, sous quelque forme que ce soit, recevoir des subventions de l’État, des départements ou des communes ».
Les seize députés précisent que : « La volonté d’utiliser les collectivités territoriales pour faire sauter le verrou du financement des cultes, au sens large du terme est en contradiction totale avec l’article 2 de la loi de 1905 ».

### Équipements sportifs et mixité
En juin 2006, le quotidien Le Parisien révèle que la piscine de Sarcelles (Val-d'Oise) réserve certains créneaux horaires à l’Association des femmes loubavitchs, leur culte leur imposant de se baigner sans présence masculine. Le représentant du Mouvement républicain et citoyen de Sarcelles, Rachid Adda, demande alors au maire, François Pupponi, de faire cesser cette « exception cultuelle […], en contradiction avec le principe de la laïcité ». Il fonde ses propos sur l’avis de la commission Stasi concernant un cas semblable, à Lille, pour des femmes musulmanes. Le maire reprend l’argument à son compte, cette demande étant pour lui « contraire au principe de la laïcité », un tel refus ne pouvant se fonder sur « l’appartenance religieuse des utilisateurs ». Il prétend que cette « analyse juridique [lui] a d’ailleurs été confirmée par la commission Stasi ».
En juin 2008, la piscine municipale de La Verpillière (Isère) réserve un créneau de deux heures à une cinquantaine de femmes. Fadela Amara, secrétaire d’État chargée de la Politique de la ville, qui se dit « très attachée à la laïcité et à la mixité », demande au maire de mettre fin à cette pratique. Selon elle, celle-ci « assoit l’inégalité des droits entre garçons et filles ».
À la même période, le maire de Vigneux-sur-Seine, Serge Poinsot, s’oppose au prêt du gymnase municipal à un tournoi de basket intermosquées dont l’entrée devait être interdite aux hommes, « car les conditions républicaines n’étaient plus réunies ». L’organisatrice de l’événement avait fondé sa décision sur le souhait de certaines joueuses de ne pas enlever leur voile en présence d’hommes.
Le secrétaire d’État à la Jeunesse et aux Sports, Bernard Laporte, a précisé à cette occasion qu’« un gymnase municipal est un lieu public où les lois de la République s’appliquent ».
En juillet 2008, le Parti des musulmans de France demande à la mairie d’Argenteuil (Val-d'Oise) de réserver des « créneaux horaires adaptés à ceux et celles qui ne souhaitent pas se baigner en slip de bain ». Cette demande se fonde sur le « respect de la pudeur » qui serait selon lui un droit assimilable à celui de la protection de la vie privée. Le maire, Philippe Doucet, répond dans le quotidien Le Parisien du 20 juillet 2008, que : « La piscine est un lieu public et collectif qui restera laïque ».
En décembre 2013, l'Observatoire de la laïcité édite un guide à destination des élus locaux pour les aider dans l'application du principe de laïcité, intitulé "Laïcité et collectivités locales". Il répond notamment à cette question de la mixité.

## Liberté d’expression et laïcité
En France, la liberté d'expression n’a de limites légales que celles basées sur la protection des libertés fondamentales et des personnes. Dans le cadre laïque de la loi, l’expression religieuse et l’expression antireligieuse sont admissibles de la même façon ; il n’existe ni délit de prosélytisme, ni délit de blasphème (sauf en Alsace-Moselle jusqu'à l'intervention de l'article 172 de la loi no 2017-86 du 27 janvier 2017 relative à l'égalité et à la citoyenneté). 
Néanmoins, la circulaire du ministre de l'Éducation nationale Jean Zay du 15 mai 1937 officialise l'interdiction du prosélytisme religieux dans les établissements scolaires publics, elle se fait en réaction d'une précédente circulaire publiée un an plus tôt : « Ma circulaire du 31 décembre 1936 a attiré l'attention de l'administration et des chefs d'établissements sur la nécessité de maintenir l'enseignement public de tous les degrés à l'abri des propagandes politiques. Il va de soi que les mêmes prescriptions s'appliquent aux propagandes confessionnelles. L'enseignement public est laïque. Aucune forme de prosélytisme ne saurait être admise dans les établissements. »
Dans certains cas, des personnes peuvent s’estimer blessées par des propos qu’elles considèrent comme insultants vis-à-vis de leur foi et les dénoncer comme une agression. Or, ces propos ne deviennent condamnables que lorsqu’ils appellent à la haine religieuse, ou sont de nature diffamatoire ou injurieuse. On peut en effet tenir des propos critiques, satiriques ou tourner en dérision des croyances, sans pour autant viser les croyants en tant que personnes. La loi fait la part entre le respect des croyances — dont les croyances spirituelles qui concernent en propre les religions — et le respect des croyants, qui est de l’ordre des libertés publiques.
Il en va de même pour les ministres du culte : ils peuvent librement s’exprimer sur leur religion et ses principes, mais ne peuvent user de menaces ou appeler à commettre un crime ou un délit. L’excommunication, l’apostasie ou l’hérésie ne sont pas prises en considération par le droit français, à moins qu’elles soient assorties d’atteintes à la personne ou qu’elles entraînent des troubles à l’ordre public.

Au-delà de la règle de droit, la liberté d’expression en matière religieuse — de la part des religieux comme des anticléricaux — peut interroger sur les conflits qu’elle génère lorsqu’elle se fait volontairement provocatrice. Ainsi, pour Jean-Pierre Dubois, président de la Ligue des droits de l’homme :

« Blesser, provoquer sciemment, c’est prendre la responsabilité de contribuer au choc des aveuglements, alors que le combat pour les Lumières passe au contraire par la distinction entre la critique, toujours libre, et l’injure ou l’amalgame, toujours méprisables. […]

Tout cela ne relève pas de la censure ni de la correctionnelle, mais du débat démocratique. […] Liberté et responsabilité vont de pair. Démocratie et respect de l’autre aussi. »

Cependant, cette position réclame une « autocensure » que l’on s’infligerait dans la crainte d’une réaction violente de l’autre, la peur nous faisant réduire l’amplitude des droits que nous donne la loi. Pour Henri Peña-Ruiz :

« Définir comme le droit d’une personne son refus de voir mettre en cause ses convictions religieuses, c’est ouvrir la voie à une sorte d’ordre moral. »

### La Dernière Tentation du Christ
En octobre 1988, un groupe fondamentaliste catholique incendie la salle de cinéma Saint-Michel à Paris pour protester contre la projection d’un film du réalisateur Martin Scorsese : La Dernière Tentation du Christ.
L’attentat du cinéma Saint-Michel fait treize blessés dont quatre graves.
Les auteurs sont condamnés en avril 1990 à la prison avec sursis et au paiement de dommages aux victimes.
Cet attentat est suivi d’autres incendies et agressions, l’une d’elles entraînant la mort par crise cardiaque d’un spectateur.
Lors du procès, l’abbé Philippe Laguérie, curé de l’église Saint-Nicolas-du-Chardonnet, qualifie le film d’« œuvre satanique ». Pour Dom Gérard, prieur de l’Abbaye Sainte-Madeleine du Barroux, ce film « sape les valeurs de notre civilisation ». À son sens, la façon dont les jeunes ont traduit leur motivation a peu d’importance, « car leurs motifs étaient nobles ».
Pour Jack Ralite, député, responsable de la culture au Parti communiste français, cet attentat est une atteinte aux libertés. Selon lui, si ce film peut choquer certains, on peut en débattre, sans recourir à la violence.
D’autres films, tels que Je vous salue, Marie (1985), de Jean-Luc Godard, Larry Flynt (1997), de Miloš Forman, ou Ceci est mon corps (2001), de Rodolphe Marconi, feront quant à eux l’objet de manifestations et d’appels à l’interdiction de la part d’extrémistes religieux.

### L’affiche deLa Cène

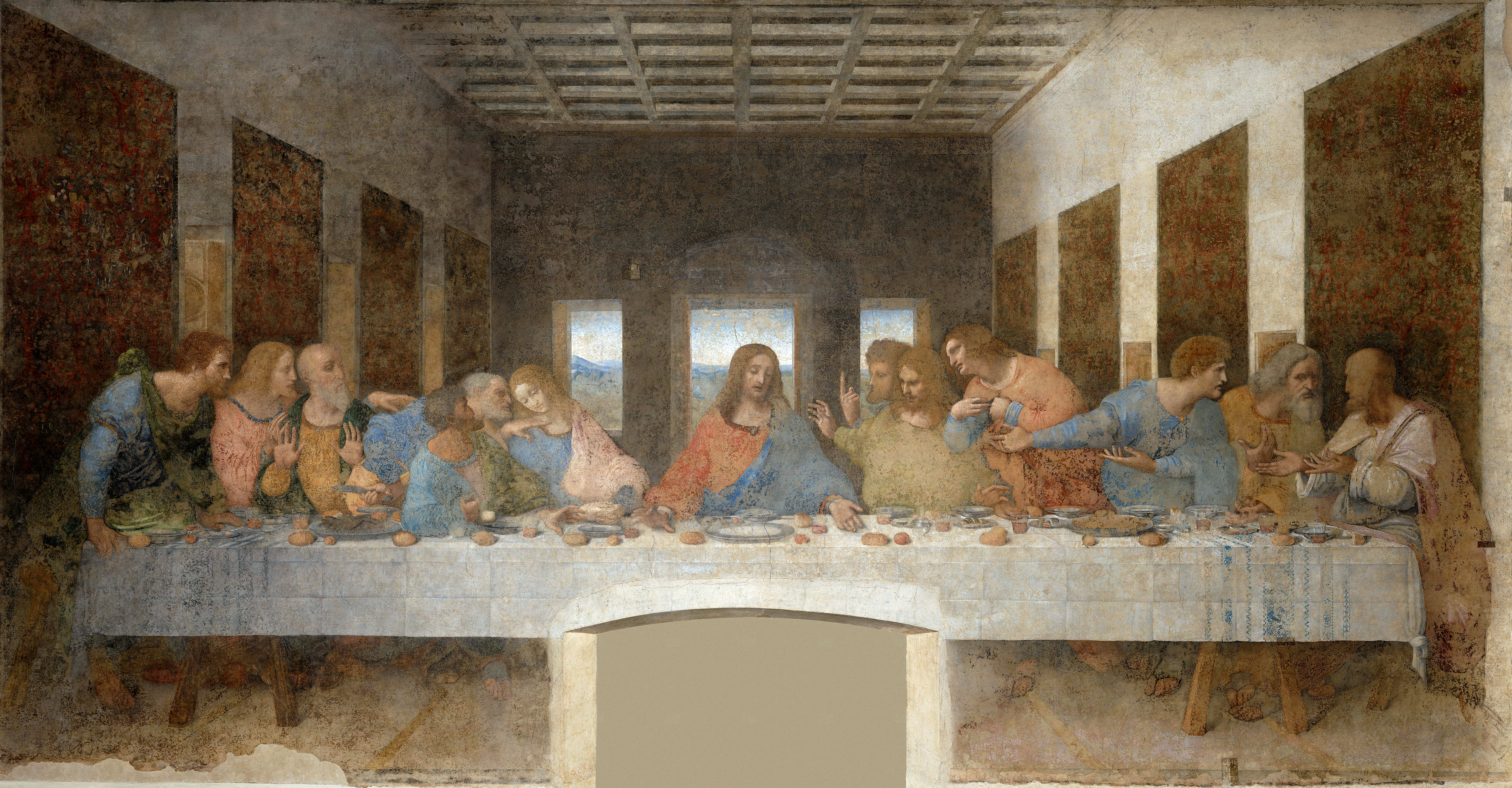
La Cène de Léonard de Vinci.

En mars 2005, le tribunal de grande instance de Paris condamne en référé les créateurs d’une affiche inspirée de La Cène de Léonard de Vinci.
L’affiche de La Cène, réalisée pour la marque Marithé et François Girbaud, représente douze femmes dans des positions similaires à celles des personnages du tableau original, qui met en scène le dernier repas de Jésus.
Les plaignants, l’association Croyance et libertés, qui émane de la Conférence des évêques de France, invoque comme grief « l’injure envers un groupe de personnes en raison de leur religion ». L’avocate des créateurs dénonce une procédure visant à interdire la liberté d'expression. La société affirme qu’il n’a jamais été dans ses intentions d’offenser qui que ce soit.
Après le procès, la Ligue des droits de l’homme annonce qu’elle se constitue partie civile en appel. La cour d’appel de Paris confirme le jugement de première instance, estimant « que le caractère artistique et l’esthétisme recherchés dans ce visuel publicitaire n’empêchait pas celui-ci de constituer, même si l’institution de l’Eucharistie n’y était pas traitée, un dévoiement caractérisé d’un acte fondateur de la religion chrétienne avec un élément de nudité racoleur, au mépris du caractère sacré de l’instant saisi ».
En novembre 2006, la Cour de cassation annule l’arrêt de la cour d’appel de Paris et déboute l’association Croyances et libertés.

### Caricatures de Mahomet dansCharlie Hebdo

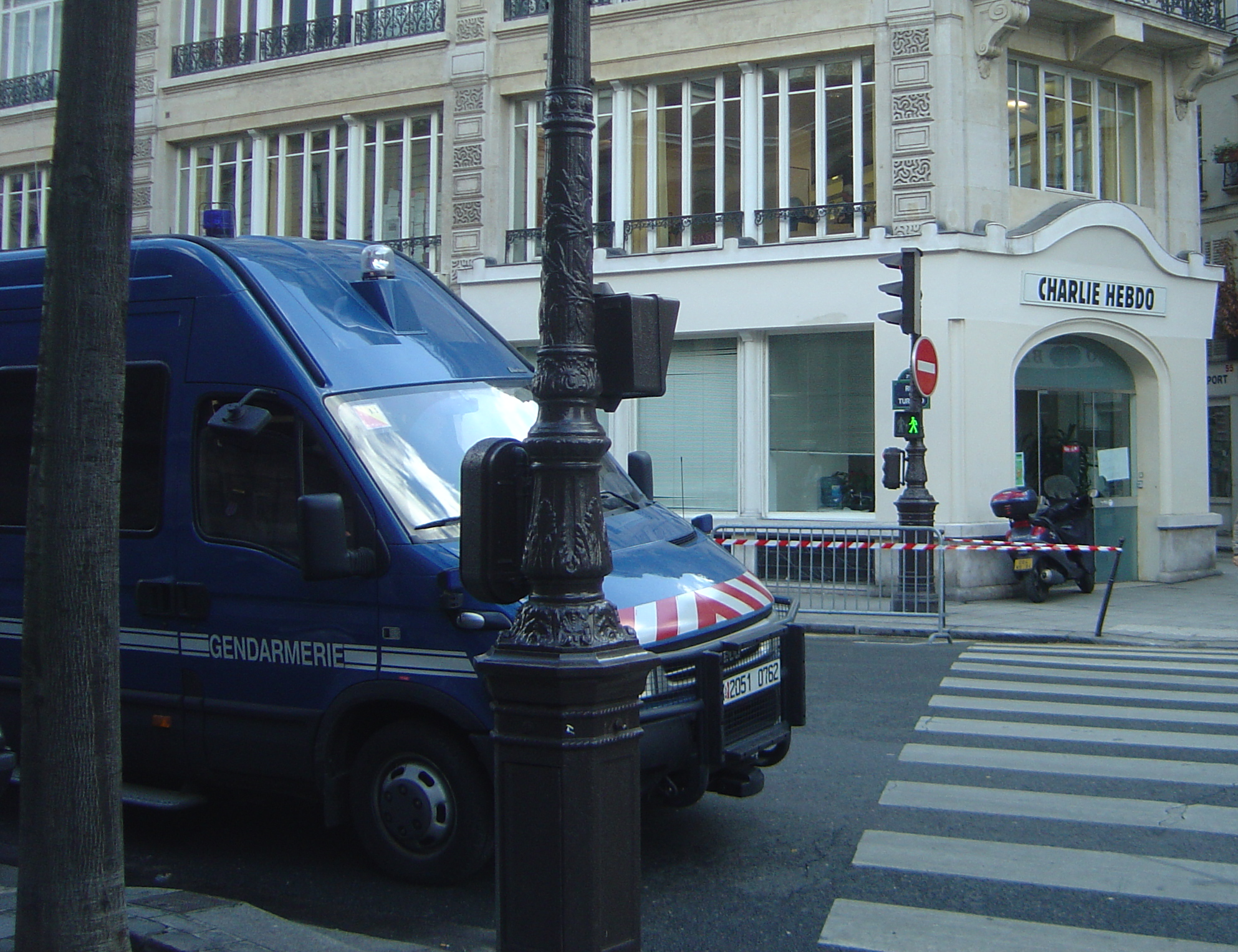
La gendarmerie mobile positionnée devant le siège du journal Charlie Hebdo — 2006.

En février 2006, l’hebdomadaire Charlie Hebdo publie la série des caricatures de Mahomet parues quelques jours auparavant dans le journal danois Jyllands-Posten. Des organisations musulmanes françaises, dont le Conseil français du culte musulman, demandent alors l’interdiction du numéro en référé, sans succès (à cause d’un vice de procédure).
En mars 2006, à la suite de cette affaire, une douzaine de personnalités appellent dans un manifeste à lutter contre l’islamisme, dénoncé comme un totalitarisme. Parmi eux, figurent des dissidents de l’islam, menacés de mort et exilés à cause de leurs positions laïques.
En février 2007, Charlie Hebdo est poursuivi par la Grande Mosquée de Paris, l’Union des organisations islamiques de France et la Ligue islamique mondiale devant le tribunal de grande instance de Paris, qui prononce une relaxe le 22 mars.
En novembre 2011, Charlie Hebdo entend faire paraître un numéro spécial titré Charia Hebdo, dans lequel il choisit de tourner en dérision la victoire du parti islamiste Ennahda en Tunisie, et la promesse du président du CNT d'instaurer la charia comme source du droit en Libye. Il y fait de Mahomet son "rédacteur en chef" et on l'y voit dire " 100 coups de fouet, si vous n'êtes pas morts de rire ! ". Attaqué par un cocktail Molotov , le journal voit ses locaux dévastés par un incendie. Libération invite la rédaction de Charlie Hebdo à rejoindre ses locaux.
Le 7 janvier 2015, le journal est la cible d'un attentat terroriste islamiste  dans lequel sont assassinés les dessinateurs Cabu, Charb, Honoré, Tignous, Wolinski, l'économiste Bernard Maris, chroniqueur pour Charlie Hebdo et France Inter, ainsi que Elsa Cayat, Mustapha Ourrad, Frédéric Boisseau, Michel Renaud et Franck Brinsolaro, chargé de la sécurité de Charb. Un autre policier, Ahmed Merabet, a été tué à l'extérieur, alors que les terroristes prenaient la fuite. Une vidéo prise par un journaliste de l'agence Premières Lignes montre que les hommes ont crié « Allah Akbar » (« Dieu est grand »), en continuant à tirer. Selon des témoins cités par des policiers, les agresseurs ont également crié : « Nous avons vengé le Prophète. ». Le corps sans vie de Simon Fieschi, premier de la rédaction à être touché par les tirs des frères Kouachi, grièvement blessé le 7 janvier 2015, est retrouvé le 17 octobre 2024.
Bien au-delà des frontières françaises, un débat médiatique se focalise sur le lien entre défense de la liberté d’expression et critique des religions.

L’affaire Redeker
En septembre 2006, Robert Redeker, professeur agrégé de philosophie, publie un article intitulé : « Face aux intimidations islamistes, que doit faire le monde libre ? » dans le quotidien Le Figaro. On peut lire notamment dans l’article que « haine et violence habitent le livre dans lequel tout musulman est éduqué, le Coran ». À la suite de cette publication, Robert Redeker fait l’objet de menaces de mort et doit être placé sous protection policière.
Mouloud Aounit, président du Mouvement contre le racisme et pour l'amitié entre les peuples (MRAP), condamne les menaces de mort « avec autant de force et d’indignation qu’il a condamné les déclarations irresponsables d’un philosophe amateur de polémiques ».
Soheib Bencheikh, docteur en théologie, ancien mufti de Marseille et directeur de l’Institut des sciences islamiques, demande de laisser parler Robert Redeker ; selon lui, « ne pas critiquer l’islam est une forme de ségrégation ».
Dans un article paru dans Le Figaro, plusieurs professeurs de philosophie expliquent que condamner les menaces dont Robert Redeker fait l’objet n’implique pas pour autant que l’on partage ses propos. Ils expriment que nulle pensée, aussi provocatrice soit-elle, ne justifie des menaces de mort. Selon eux, « penser constitue une provocation pour la sottise et le fanatisme ».
Jean Baubérot s’inscrit quant à lui en faux contre une telle démarche. Pour lui, « la lutte contre l’intolérance ne dispense pas de la lutte contre la bêtise haineuse ».

## Neutralité de l'État
Selon les termes de la loi de 1905, « la République ne reconnaît, ne salarie, ni ne subventionne aucun culte ».
Le corollaire de la liberté de conscience du citoyen est la neutralité (du latin neuter : ni l’un ni l’autre) de l’État sur le plan religieux, afin de garantir cette liberté par l’égal respect de toutes les croyances, et permettre la coexistence harmonieuse des différentes religions. Selon la formule d’Ernest Renan, empruntée à Émile Littré, la laïcité repose sur « l’État neutre entre les religions, tolérant pour tous les cultes ».
Cependant, la simplicité de cette formule s’accompagne dans les faits d’aménagements conciliants de la part de l’État ou de discours favorables de ses représentants envers certaines religions, au risque de transgresser le principe républicain de laïcité.
À partir de l’adoption de la loi de 1905, les présidents de la République, garants de la laïcité, ne participent à aucun office religieux, jusqu'au général de Gaulle après son retour au pouvoir en 1958,.

### Conseil français du culte musulman
De 1999 à 2003, l’État français a encouragé la création du Conseil français du culte musulman, organisme se voulant représentatif de tous les musulmans de France, au même titre que la Conférence épiscopale, la Fédération protestante, le Conseil représentatif des institutions juives de France ou le Consistoire central (institution créée par Napoléon Ier), le sont pour les autres religions monothéistes. Les réactions à ce sujet ont été nombreuses, d’aucuns voyant dans cette action une grave entorse aux principes de la loi de 1905. Ainsi, pour Marie-George Buffet : « La création du Conseil français du culte musulman (CFCM) est un dérapage, à l’exact opposé de ce qu’il faudrait faire ».

### Intervention du gouvernement dans les nominations d'évêques catholiques
L'aide-mémoire du rétablissement des relations diplomatiques entre la France et le Vatican, signé en 1921 par le cardinal secrétaire d'État Pietro Gasparri, prévoit que le Vatican consulte le gouvernement français sur les nominations d'évêques,. Le nonce apostolique à Paris soumet donc les nominations d'évêques de plein droit, et d'évêques coadjuteurs au ministère des affaires étrangères. Les objections du gouvernement ne peuvent avoir qu'un caractère politique et non religieux.
Fonctionnaire rémunéré par l'État en tant qu'« aumônier en chef du culte catholique placé auprès du chef d'état-major des armées », l'évêque aux armées est « nommé par le Saint-Siège en accord avec le gouvernement français ». Les évêques d'Alsace-Moselle sont nommés par le gouvernement en vertu du régime concordataire français.

### Le général de Gaulle et la laïcité
Le 26 août 1944, à la Libération de Paris, Charles de Gaulle a assisté à un Te Deum dans la cathédrale Notre-Dame, après avoir pris ses dispositions pour que l’archevêque de l’époque, le cardinal Emmanuel Suhard, soit absent de la cérémonie. Le Général souhaitait en effet sanctionner les ecclésiastiques compromis dans la collaboration. La France était alors sans constitution.
En 1958, à son retour au pouvoir, le général de Gaulle a reconduit le principe de laïcité, déjà inscrit dans la Constitution de 1946, dans la Constitution de la Ve République. Pendant son mandat, il a opéré une séparation entre ses convictions privées et ses responsabilités publiques, même s'il n'a pas fait mystère, en privé, de sa foi catholique auprès de quelques proches collaborateurs. Il avait à sa disposition une petite chapelle à l'Élysée où il pouvait prier et faire dire des messes. Il est venu en aide à l'école catholique, qui traversait une grave crise financière, au travers de la loi Debré de 1959. Il attachait une grande importance aux relations bilatérales avec le Saint-Siège. Ce souhait de maintenir de bonne relations avec le Saint-Siège l'a conduit à accepter le titre honorifique de chanoine de Latran, remis traditionnellement aux chefs d'État français depuis Henri IV. Lors de la messe célébrée à Reims le 7 juillet 1962 à l'occasion de la réconciliation franco-allemande, il s'est abstenu de communier, ne voulant pas faire acte de dévotion en public afin de respecter l'esprit de la laïcité.

### Georges Pompidou et la laïcité
En vacances au fort de Brégançon, le président Pompidou et son épouse ont l'habitude de se rendre à la messe dominicale à Bormes-les-Mimosas.
En revanche, contrairement à son prédécesseur, il a refusé de faire le déplacement jusqu'au Vatican pour recevoir le titre honorifique de chanoine de Latran.

### François Mitterrand et la laïcité
François Mitterrand n'a pas non plus fait le déplacement pour obtenir le titre de chanoine de Latran. Il n'a réalisé qu'un seul déplacement au Vatican lors de ses deux septennats, en 1982, avant de rencontrer le pape Jean-Paul II à trois reprises lors des venues de ce dernier en France.

### Nicolas Sarkozy et la laïcité
Pendant son mandat, le président Nicolas Sarkozy a pris position à plusieurs reprises en faveur du dialogue de l'État avec les religions, la religion chrétienne en particulier.
Il s'était auparavant dit favorable au « financement national des grandes religions », alors qu’il était ministre de l’Intérieur et des Cultes, provoquant de très nombreuses réactions de tous bords.

#### Discours du Latran

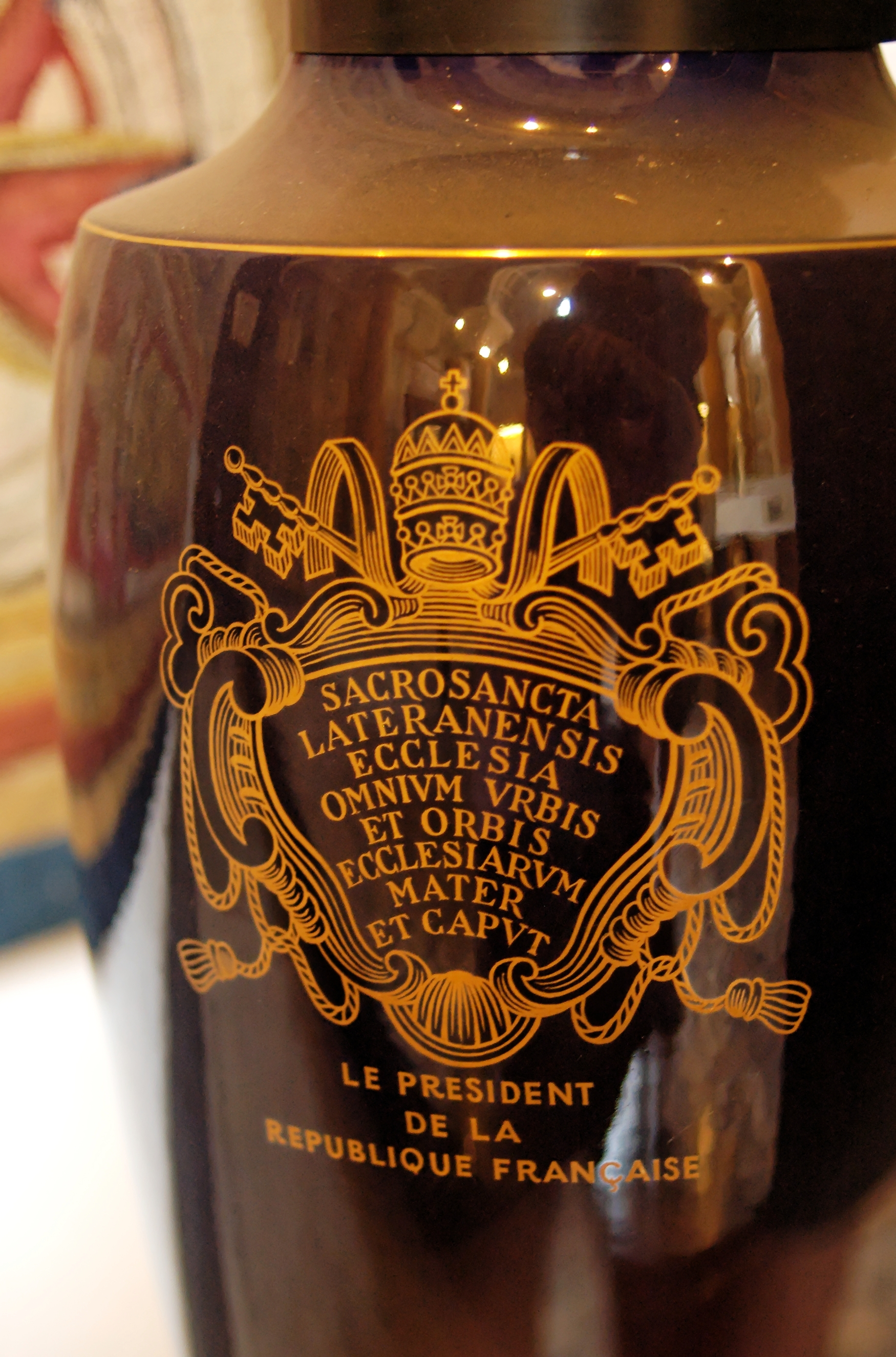
Vase de Sèvres offert par Charles de Gaulle à Saint-Jean-de-Latran.

Le 20 décembre 2007, le président de la République française Nicolas Sarkozy prend possession de sa charge de chanoine de Latran, paroisse du Vatican dans la ville de Rome.
Lors de son discours, le président de la République (qui se dit « catholique de tradition et de cœur ») déclare assumer « pleinement le passé de la France et ce lien si particulier qui a si longtemps uni notre nation à l’Église [catholique et romaine] ». Concernant la loi de 1905, il dit savoir « les souffrances que sa mise en œuvre a provoquées en France chez les catholiques, chez les prêtres, dans les congrégations, avant comme après 1905 ». Ces propos viennent en écho à ceux du pape Jean-Paul II en 2005, qui disait combien cette loi avait été « un événement douloureux et traumatisant pour l’Église en France ». Selon Philippe Cohen, le président semble vouloir dire qu’une éducation n’est pas complète sans religion quand il déclare : « Dans la transmission des valeurs et dans l‘apprentissage de la différence entre le bien et le mal, l‘instituteur ne pourra jamais remplacer le curé ou le pasteur ». Enfin, il rappelle son souhait d’une « laïcité positive ».
Des réactions nombreuses ont dénoncé les propos du président de la République, les interprétant comme une négation de la laïcité républicaine. Le Grand Orient de France rappelle que « la République a su opérer une émancipation salvatrice vis-à-vis du religieux, en forgeant souvent avec difficulté, le concept de laïcité et en le faisant vivre ».
La philosophe Catherine Kintzler critique le syntagme de « laïcité positive » : « cette expression vide le concept de laïcité de son sens, puisque la définition de la laïcité est forcément négative et minimaliste. La laïcité, c’est dire qu’il n’est pas nécessaire de croire en quoi que ce soit pour fonder le lien politique ». L’Observatoire chrétien de la laïcité ne se reconnaît pas dans ce discours, qu’il qualifie d’« effarant », puisque le président de la République « ne tient pas compte des apports spirituels, humanistes, culturels des religions non catholiques, des agnostiques et athées dans notre pays, estimant même que l’aspiration spirituelle qui est en tout homme ne trouve sa réalisation que dans la religion ».
Le 26 février 2008, Libération fait paraître un texte intitulé « Sauver la laïcité », signé par un groupe d’intellectuels, qui dit que le président de la République fait « une remise en cause violente et globale » de la laïcité, menant « l'offensive avec la plus grande brutalité ».
Parallèlement, la Ligue de l’enseignement lance une pétition sur internet appelée Sauvegardons la laïcité de la République. Selon ses promoteurs, elle aurait recueilli « 150 000 signatures et le soutien de 145 organisations associatives, philosophiques et syndicales » en trois mois, atteignant les objectifs de ses initiateurs.
Pour le philosophe Henri Peña-Ruiz, le discours du président Sarkozy comporte cinq fautes majeures au regard de la laïcité républicaine : une faute morale, l’espérance selon Nicolas Sarkozy étant déniée aux humanistes athées (réduire la spiritualité à la religion étant une négation de l’humanisme athée) ; une faute politique, le président exprimant ses convictions personnelles sans respect du devoir de réserve inhérent à sa fonction ; une faute juridique, le politique n’étant pas habilité à « hiérarchiser les options spirituelles » ; une faute historique, le projet spirituel de l’Église catholique ayant dans le discours été délié de l’histoire réelle ; une faute culturelle, la liberté de conscience, l’égalité des droits, l’égalité des sexes, venant de luttes qui affranchissent les cultures de leurs préjugés historiques.
D’autres ont à l’inverse manifesté leur satisfaction. Ainsi au Vatican, le cardinal Jean-Louis Tauran s’est-il félicité « de cette laïcité positive qui considère la religion, non comme un danger mais plutôt comme une ressource ».
Pour Jean-Miguel Garrigues, théologien, « le discours officiel sur la laïcité ne dissimule plus la réalité des rapports entre la République et l’Église ».
Le pasteur Claude Baty, président de la Fédération protestante de France, rappelle aux défenseurs de la laïcité « qu’il faut être pragmatiques et non idéologues pour être vraiment laïques ». Et qu’il aimerait un aménagement de la loi de 1905, avec « moins de déclarations et plus d’actions », notamment en ce qui concerne « les associations cultuelles, la construction des lieux de cultes, etc. ».

#### Discours de Riyad
Le 14 janvier 2008, le président de la République prononce à Riyad un discours que d’aucuns qualifient de prêche ; il y affirme le rôle unificateur de Dieu entre les cultures (monothéistes méditerranéennes). Selon lui, dans ces trois cultures, on retrouve les traits suivants :

« Dieu transcendant qui est dans la pensée et dans le cœur de chaque homme. Dieu qui n’asservit pas l’homme mais qui le libère. Dieu qui est le rempart contre l’orgueil démesuré et la folie des hommes. Dieu qui par-delà toutes les différences ne cesse de délivrer à tous les hommes un message d’humilité et d’amour, un message de paix et de fraternité, un message de tolérance et de respect. »

Il précise un peu plus loin sa propre position :

« En tant que chef d’un État qui repose sur le principe de la séparation de l’Église (sic) et de l’État, je n’ai pas à exprimer ma préférence pour une croyance plutôt que pour une autre. […] J’ai le devoir de faire en sorte que chacun, qu’il soit juif, catholique, protestant, musulman, athée, franc-maçon ou rationaliste, se sente heureux de vivre en France, se sente libre, se sente respecté dans ses convictions, dans ses valeurs, dans ses origines. »

#### Discours de Paris
Lors de la venue du pape Benoît XVI en France en septembre 2008, le président de la République affirme qu’« il est légitime pour la démocratie […] de dialoguer avec les religions et notamment avec la religion chrétienne avec laquelle nous partageons une longue histoire. » Le pape, en réponse, insiste sur les racines chrétiennes de la France et rappelle l’intérêt du concept de laïcité positive utilisé par Nicolas Sarkozy :

« Je suis profondément convaincu qu’une nouvelle réflexion sur le vrai sens et sur l’importance de la laïcité est devenu nécessaire. Il est en effet fondamental de garantir la liberté religieuse des citoyens ainsi que la responsabilité de l’État envers eux et d’autre part, de prendre une conscience plus claire de la fonction irremplaçable de la religion pour la formation des consciences. »

Ainsi, le chef de l’État et le chef de l’Église catholique romaine affirment-ils leur intention de redonner à la laïcité son « vrai sens », de la rendre « positive », plus « ouverte ».
Pour Catherine Kintzler : « Il n’y a […] rien de plus positif que la laïcité. Elle pose bien plus de libertés politiques et juridiques que ne l’a jamais fait aucune religion. […] Quelle religion a institutionnalisé la liberté de croyance et d’incroyance ? »
Richard Prasquier, président du Crif, estime, à propos de la « laïcité ouverte » prônée par Benoît XVI et de la « laïcité positive » vantée par Nicolas Sarkozy, que « les mots ressemblent parfois à des slogans ». Il se dit « partisan du maintien de la loi de 1905, qui fait partie du génie de la France ».

#### Prière pour la France
Lors d'un déplacement au Vatican en octobre 2010, Nicolas Sarkozy s'est rendu à la Basilique Saint-Pierre, pour une prière pour la France, présidée par le cardinal Jean-Louis Tauran dans la nef droite de la basilique, devant l’autel de sainte Pétronille, protectrice de la France royale.

### Rupture avec le président François Hollande
Agnostique revendiqué, François Hollande marque une rupture avec ses prédécesseurs par son désintérêt profond pour les questions religieuses et le catholicisme dans lequel il a pourtant été élevé. Contrairement à Nicolas Sarkozy, il refuse lui aussi de se rendre au Vatican pour recevoir le titre de chanoine de Latran.

### Présidence d'Emmanuel Macron
Emmanuel Macron assiste à la messe d’hommage au père Jacques Hamel le 26 juillet 2017. Il s’inscrit ainsi dans la pratique instaurée par le général de Gaulle selon laquelle les présidents de la République expriment une volonté de neutralité au cours des cultes religieux lorsqu’ils sont dans leurs fonctions officielles, mais s’autorisent toutefois à assister aux offices.
Emmanuel Macron rend un dernier hommage à Johnny Hallyday en prononçant un discours, non à l’intérieur de l'église de la Madeleine mais sur le parvis. Lors de l'office religieux, au moment de bénir le cercueil, il a d’abord esquissé un geste en prenant le goupillon dans l'eau bénite, avant de le reposer, de faire un signe à son épouse et d'apposer ses mains sur le cercueil, sans connotation religieuse.
Après son discours prononcé devant la Conférence des évêques le 9 avril 2018, Emmanuel Macron est critiqué par certains défenseurs de la laïcité pour son souhait de « réparer le lien entre l’Église et l’État [qui] s’est abîmé »,.
Le projet de loi sur le séparatisme, ou sur « le respect des principes de la République » risque de modifier l'esprit de la loi de 1905, et selon les responsables des Églises chrétiennes en France « risque de porter atteinte aux libertés fondamentales que sont la liberté de culte, d'association, d’enseignement et même à la liberté d'opinion malmenée déjà par une police de la pensée qui s’installe de plus en plus dans l’espace commun ».
Le président a refusé d'aller à la marche contre l’antisémitisme.
Lancement des célébrations d'Hanoucca à l'Élysée avec le président Emmanuel Macron.

## Les sectes

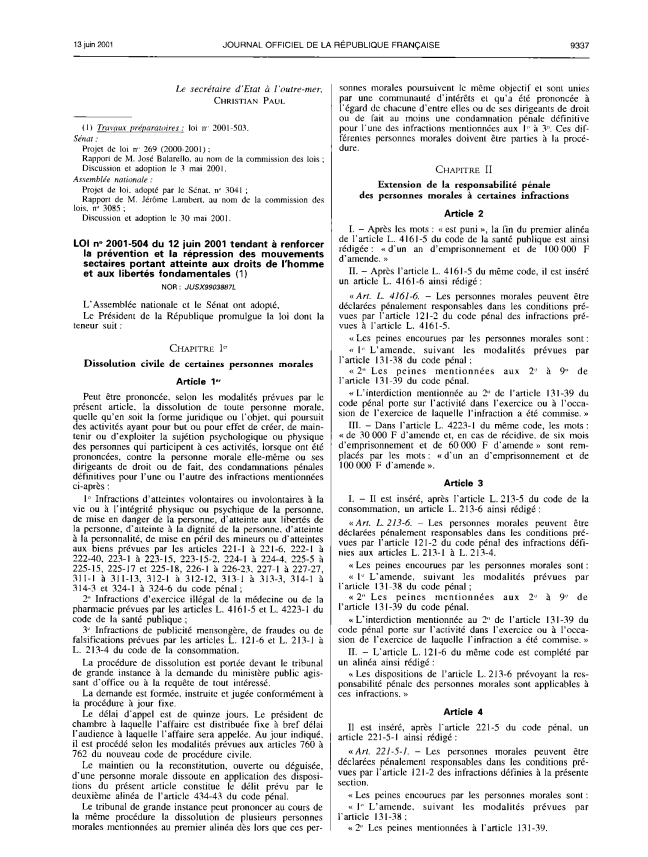
Loi du 12 juin 2001 dite « About-Picard » tendant à renforcer la prévention et la répression des mouvements sectaires portant atteinte aux droits de l’homme et aux libertés fondamentales.

Au nom de la laïcité, la République française respecte toutes les croyances (article 1er de la Constitution française de 1958) et ne reconnaît aucun culte (article 2 de la loi de 1905 concernant la séparation des Églises et de l’État) ; les « nouveaux mouvements spirituels » sont donc a priori considérés comme licites tant que leurs dirigeants ou leurs adeptes n’ont pas commis de délits répréhensibles.
La laïcité implique que l’État ne traite le phénomène sectaire qu’au travers de l’atteinte à l’ordre public.
Or, pour certains défenseurs des « nouveaux cultes », la laïcité dont se recommandent les pouvoirs publics masquerait en fait une atteinte à la « liberté religieuse » — cette notion, employée par les promoteurs de la « nouvelle laïcité » ou de la « laïcité inclusive », étant par ailleurs absente du droit français.

### Historique
Dans le contexte de la polémique et de la lutte contre les sectes, qui a pris une ampleur internationale depuis le début des années 1980, la France s’est engagée dans un combat dont l’objectif fut d’abord de « lutter contre les sectes ». Dans ce cadre, plusieurs commissions d’enquêtes ont été initiées à l’Assemblée nationale afin d’enquêter de manière plus approfondie sur le phénomène sectaire. Le gouvernement s’est également doté d’un organisme interministériel : la Mission interministérielle pour la lutte contre les sectes (Mils). L’une des commissions parlementaires a publié en 1995 une liste de 173 mouvements jugés sectaires et proposé des modifications de la législation, qui ont mené au vote de la loi About-Picard en 2001.
La France est dès lors l’un des pays les plus engagés dans cette lutte en Europe et à l’origine de positions controversées qui lui valent quelques critiques, y compris de représentants de l’Église catholique comme Mgr Vernette qui déclare dans un rapport : « On s’étonne de plus qu’en régime de séparation, l’autorité publique, au terme, se mette en situation de définir ce qu’est une bonne et une mauvaise religion. À plus forte raison quand il s’agit de groupes totalement reconnus par l’Église catholique. »
L’instauration d’un délit de manipulation mentale prévue par la loi About-Picard suscite de nouvelles critiques émanant entre autres de l’Assemblée parlementaire européenne.
La Mils est remplacée en 2002 par la Mission interministérielle de vigilance et de lutte contre les dérives sectaires (Miviludes), qui a pour objectif de « réprimer les dérives sectaires ». Elle rappelle dès son premier rapport que « l’objet de la lutte n’est pas la doctrine, mais l’acte, ce qui est depuis toujours, au centre de la conception française des libertés publiques » et organise fin 2003 un séminaire intitulé Sectes et laïcité.
Dans son rapport de décembre 2003, la commission Stasi déduit de la liberté de conscience qui fonde la laïcité que l’État « ne peut se contenter d’un retrait des affaires religieuses et spirituelles » et qu’il doit veiller à ce que toutes les « familles spirituelles » puissent s’exprimer.
En 2005, la liste des sectes est officiellement abandonnée, considérée comme « de moins en moins pertinente » au regard de « l’évolution du phénomène sectaire ».
Par la suite, certaines annonces sur une inflexion de la part de la France dans la politique à l’égard des sectes ont pu permettre à certains de voir une évolution « dans le bon sens » de la lutte antisectes.
Ainsi, en février 2008, Emmanuelle Mignon, directrice de cabinet du président de la République Nicolas Sarkozy, a jugé à propos de la Scientologie : « Je ne les connais pas mais on peut s’interroger. Ou bien c’est une dangereuse organisation et on l’interdit, ou alors ils ne représentent pas de menace particulière pour l’ordre public et ils ont le droit d’exister en paix. » Danielle Gounord, du service de communication de la Scientologie a accueilli ces propos de la façon suivante : « La France évolue dans le bon sens. Elle s’aligne désormais sur la majorité des pays européens ».
En septembre 2008, Georges Fenech est nommé président de la Miviludes par décret du Premier ministre. Il est considéré comme un partisan de la « ligne dure » de la lutte antisectes dans la continuité de son prédécesseur Jean-Michel Roulet.

### Associations cultuelles et sectes
La loi de 1905 a prévu dans son article 18 un statut pour les associations cultuelles. Celles-ci ont pour but de « subvenir aux frais, à l’entretien et à l’exercice public d’un culte ». Lors du dépôt de la déclaration de création à la préfecture, l’administration délivre au représentant de l’association cultuelle un Récépissé de déclaration. Il n’est pas fait de contrôle a priori sur le nom de l’association, son objet, ou sur le contenu de la déclaration. Lorsque l’État autorise une association à percevoir des dons ou des legs, ou lorsque celle-ci obtient une affiliation de ses membres permanents non salariés au régime de la Sécurité sociale réservé aux ministres des cultes, l’association obtient la « grande capacité juridique ». C’est alors qu’elle est reconnue officiellement comme culte. Les avantages des associations cultuelles sont essentiellement d’ordre fiscal, financier et social. Cependant, certains mouvements renoncent à ce statut cultuel associatif après l’avoir obtenu. Le statut d’association cultuelle exige en effet une transparence importante vis-à-vis des pouvoirs publics, qui effectuent des contrôles réguliers des finances et des activités de chaque association.